# 1809
Portal Geschichte | Portal Biografien | Aktuelle Ereignisse | Jahreskalender | Tagesartikel

◄ |
18. Jahrhundert |
19. Jahrhundert
| 20. Jahrhundert | ►

◄ |
1770er |
1780er |
1790er |
1800er
| 1810er | 1820er | 1830er | ►

◄◄ |
◄ |
1805 |
1806 |
1807 |
1808 |
1809
| 1810 | 1811 | 1812 | 1813 | ► | ►►
Staatsoberhäupter  · Nekrolog   · Musikjahr
| Januar | Januar | Januar | Januar | Januar | Januar | Januar | Januar |
| Kw     | Mo     | Di     | Mi     | Do     | Fr     | Sa     | So     |
| ------ | ------ | ------ | ------ | ------ | ------ | ------ | ------ |
| 52     |        |        |        |        |        |        | 1      |
| 1      | 2      | 3      | 4      | 5      | 6      | 7      | 8      |
| 2      | 9      | 10     | 11     | 12     | 13     | 14     | 15     |
| 3      | 16     | 17     | 18     | 19     | 20     | 21     | 22     |
| 4      | 23     | 24     | 25     | 26     | 27     | 28     | 29     |
| 5      | 30     | 31     |        |        |        |        |        |

| Februar | Februar | Februar | Februar | Februar | Februar | Februar | Februar |
| Kw      | Mo      | Di      | Mi      | Do      | Fr      | Sa      | So      |
| ------- | ------- | ------- | ------- | ------- | ------- | ------- | ------- |
| 5       |         |         | 1       | 2       | 3       | 4       | 5       |
| 6       | 6       | 7       | 8       | 9       | 10      | 11      | 12      |
| 7       | 13      | 14      | 15      | 16      | 17      | 18      | 19      |
| 8       | 20      | 21      | 22      | 23      | 24      | 25      | 26      |
| 9       | 27      | 28      |         |         |         |         |         |

| März | März | März | März | März | März | März | März |
| Kw   | Mo   | Di   | Mi   | Do   | Fr   | Sa   | So   |
| ---- | ---- | ---- | ---- | ---- | ---- | ---- | ---- |
| 9    |      |      | 1    | 2    | 3    | 4    | 5    |
| 10   | 6    | 7    | 8    | 9    | 10   | 11   | 12   |
| 11   | 13   | 14   | 15   | 16   | 17   | 18   | 19   |
| 12   | 20   | 21   | 22   | 23   | 24   | 25   | 26   |
| 13   | 27   | 28   | 29   | 30   | 31   |      |      |

| April | April | April | April | April | April | April | April |
| Kw    | Mo    | Di    | Mi    | Do    | Fr    | Sa    | So    |
| ----- | ----- | ----- | ----- | ----- | ----- | ----- | ----- |
| 13    |       |       |       |       |       | 1     | 2     |
| 14    | 3     | 4     | 5     | 6     | 7     | 8     | 9     |
| 15    | 10    | 11    | 12    | 13    | 14    | 15    | 16    |
| 16    | 17    | 18    | 19    | 20    | 21    | 22    | 23    |
| 17    | 24    | 25    | 26    | 27    | 28    | 29    | 30    |

| Mai | Mai | Mai | Mai | Mai | Mai | Mai | Mai |
| Kw  | Mo  | Di  | Mi  | Do  | Fr  | Sa  | So  |
| --- | --- | --- | --- | --- | --- | --- | --- |
| 18  | 1   | 2   | 3   | 4   | 5   | 6   | 7   |
| 19  | 8   | 9   | 10  | 11  | 12  | 13  | 14  |
| 20  | 15  | 16  | 17  | 18  | 19  | 20  | 21  |
| 21  | 22  | 23  | 24  | 25  | 26  | 27  | 28  |
| 22  | 29  | 30  | 31  |     |     |     |     |

| Juni | Juni | Juni | Juni | Juni | Juni | Juni | Juni |
| Kw   | Mo   | Di   | Mi   | Do   | Fr   | Sa   | So   |
| ---- | ---- | ---- | ---- | ---- | ---- | ---- | ---- |
| 22   |      |      |      | 1    | 2    | 3    | 4    |
| 23   | 5    | 6    | 7    | 8    | 9    | 10   | 11   |
| 24   | 12   | 13   | 14   | 15   | 16   | 17   | 18   |
| 25   | 19   | 20   | 21   | 22   | 23   | 24   | 25   |
| 26   | 26   | 27   | 28   | 29   | 30   |      |      |

| Juli | Juli | Juli | Juli | Juli | Juli | Juli | Juli |
| Kw   | Mo   | Di   | Mi   | Do   | Fr   | Sa   | So   |
| ---- | ---- | ---- | ---- | ---- | ---- | ---- | ---- |
| 26   |      |      |      |      |      | 1    | 2    |
| 27   | 3    | 4    | 5    | 6    | 7    | 8    | 9    |
| 28   | 10   | 11   | 12   | 13   | 14   | 15   | 16   |
| 29   | 17   | 18   | 19   | 20   | 21   | 22   | 23   |
| 30   | 24   | 25   | 26   | 27   | 28   | 29   | 30   |
| 31   | 31   |      |      |      |      |      |      |

| August | August | August | August | August | August | August | August |
| Kw     | Mo     | Di     | Mi     | Do     | Fr     | Sa     | So     |
| ------ | ------ | ------ | ------ | ------ | ------ | ------ | ------ |
| 31     |        | 1      | 2      | 3      | 4      | 5      | 6      |
| 32     | 7      | 8      | 9      | 10     | 11     | 12     | 13     |
| 33     | 14     | 15     | 16     | 17     | 18     | 19     | 20     |
| 34     | 21     | 22     | 23     | 24     | 25     | 26     | 27     |
| 35     | 28     | 29     | 30     | 31     |        |        |        |

| September | September | September | September | September | September | September | September |
| Kw        | Mo        | Di        | Mi        | Do        | Fr        | Sa        | So        |
| --------- | --------- | --------- | --------- | --------- | --------- | --------- | --------- |
| 35        |           |           |           |           | 1         | 2         | 3         |
| 36        | 4         | 5         | 6         | 7         | 8         | 9         | 10        |
| 37        | 11        | 12        | 13        | 14        | 15        | 16        | 17        |
| 38        | 18        | 19        | 20        | 21        | 22        | 23        | 24        |
| 39        | 25        | 26        | 27        | 28        | 29        | 30        |           |

| Oktober | Oktober | Oktober | Oktober | Oktober | Oktober | Oktober | Oktober |
| Kw      | Mo      | Di      | Mi      | Do      | Fr      | Sa      | So      |
| ------- | ------- | ------- | ------- | ------- | ------- | ------- | ------- |
| 39      |         |         |         |         |         |         | 1       |
| 40      | 2       | 3       | 4       | 5       | 6       | 7       | 8       |
| 41      | 9       | 10      | 11      | 12      | 13      | 14      | 15      |
| 42      | 16      | 17      | 18      | 19      | 20      | 21      | 22      |
| 43      | 23      | 24      | 25      | 26      | 27      | 28      | 29      |
| 44      | 30      | 31      |         |         |         |         |         |

| November | November | November | November | November | November | November | November |
| Kw       | Mo       | Di       | Mi       | Do       | Fr       | Sa       | So       |
| -------- | -------- | -------- | -------- | -------- | -------- | -------- | -------- |
| 44       |          |          | 1        | 2        | 3        | 4        | 5        |
| 45       | 6        | 7        | 8        | 9        | 10       | 11       | 12       |
| 46       | 13       | 14       | 15       | 16       | 17       | 18       | 19       |
| 47       | 20       | 21       | 22       | 23       | 24       | 25       | 26       |
| 48       | 27       | 28       | 29       | 30       |          |          |          |

| Dezember | Dezember | Dezember | Dezember | Dezember | Dezember | Dezember | Dezember |
| Kw       | Mo       | Di       | Mi       | Do       | Fr       | Sa       | So       |
| -------- | -------- | -------- | -------- | -------- | -------- | -------- | -------- |
| 48       |          |          |          |          | 1        | 2        | 3        |
| 49       | 4        | 5        | 6        | 7        | 8        | 9        | 10       |
| 50       | 11       | 12       | 13       | 14       | 15       | 16       | 17       |
| 51       | 18       | 19       | 20       | 21       | 22       | 23       | 24       |
| 52       | 25       | 26       | 27       | 28       | 29       | 30       | 31       |

| Januar | Januar | Januar | Januar | Januar | Januar | Januar | Januar |
| Kw     | Mo     | Di     | Mi     | Do     | Fr     | Sa     | So     |
| ------ | ------ | ------ | ------ | ------ | ------ | ------ | ------ |
| 52     |        |        |        |        |        |        | 1      |
| 1      | 2      | 3      | 4      | 5      | 6      | 7      | 8      |
| 2      | 9      | 10     | 11     | 12     | 13     | 14     | 15     |
| 3      | 16     | 17     | 18     | 19     | 20     | 21     | 22     |
| 4      | 23     | 24     | 25     | 26     | 27     | 28     | 29     |
| 5      | 30     | 31     |        |        |        |        |        |

| Februar | Februar | Februar | Februar | Februar | Februar | Februar | Februar |
| Kw      | Mo      | Di      | Mi      | Do      | Fr      | Sa      | So      |
| ------- | ------- | ------- | ------- | ------- | ------- | ------- | ------- |
| 5       |         |         | 1       | 2       | 3       | 4       | 5       |
| 6       | 6       | 7       | 8       | 9       | 10      | 11      | 12      |
| 7       | 13      | 14      | 15      | 16      | 17      | 18      | 19      |
| 8       | 20      | 21      | 22      | 23      | 24      | 25      | 26      |
| 9       | 27      | 28      |         |         |         |         |         |

| März | März | März | März | März | März | März | März |
| Kw   | Mo   | Di   | Mi   | Do   | Fr   | Sa   | So   |
| ---- | ---- | ---- | ---- | ---- | ---- | ---- | ---- |
| 9    |      |      | 1    | 2    | 3    | 4    | 5    |
| 10   | 6    | 7    | 8    | 9    | 10   | 11   | 12   |
| 11   | 13   | 14   | 15   | 16   | 17   | 18   | 19   |
| 12   | 20   | 21   | 22   | 23   | 24   | 25   | 26   |
| 13   | 27   | 28   | 29   | 30   | 31   |      |      |

| April | April | April | April | April | April | April | April |
| Kw    | Mo    | Di    | Mi    | Do    | Fr    | Sa    | So    |
| ----- | ----- | ----- | ----- | ----- | ----- | ----- | ----- |
| 13    |       |       |       |       |       | 1     | 2     |
| 14    | 3     | 4     | 5     | 6     | 7     | 8     | 9     |
| 15    | 10    | 11    | 12    | 13    | 14    | 15    | 16    |
| 16    | 17    | 18    | 19    | 20    | 21    | 22    | 23    |
| 17    | 24    | 25    | 26    | 27    | 28    | 29    | 30    |

| Mai | Mai | Mai | Mai | Mai | Mai | Mai | Mai |
| Kw  | Mo  | Di  | Mi  | Do  | Fr  | Sa  | So  |
| --- | --- | --- | --- | --- | --- | --- | --- |
| 18  | 1   | 2   | 3   | 4   | 5   | 6   | 7   |
| 19  | 8   | 9   | 10  | 11  | 12  | 13  | 14  |
| 20  | 15  | 16  | 17  | 18  | 19  | 20  | 21  |
| 21  | 22  | 23  | 24  | 25  | 26  | 27  | 28  |
| 22  | 29  | 30  | 31  |     |     |     |     |

| Juni | Juni | Juni | Juni | Juni | Juni | Juni | Juni |
| Kw   | Mo   | Di   | Mi   | Do   | Fr   | Sa   | So   |
| ---- | ---- | ---- | ---- | ---- | ---- | ---- | ---- |
| 22   |      |      |      | 1    | 2    | 3    | 4    |
| 23   | 5    | 6    | 7    | 8    | 9    | 10   | 11   |
| 24   | 12   | 13   | 14   | 15   | 16   | 17   | 18   |
| 25   | 19   | 20   | 21   | 22   | 23   | 24   | 25   |
| 26   | 26   | 27   | 28   | 29   | 30   |      |      |

| Juli | Juli | Juli | Juli | Juli | Juli | Juli | Juli |
| Kw   | Mo   | Di   | Mi   | Do   | Fr   | Sa   | So   |
| ---- | ---- | ---- | ---- | ---- | ---- | ---- | ---- |
| 26   |      |      |      |      |      | 1    | 2    |
| 27   | 3    | 4    | 5    | 6    | 7    | 8    | 9    |
| 28   | 10   | 11   | 12   | 13   | 14   | 15   | 16   |
| 29   | 17   | 18   | 19   | 20   | 21   | 22   | 23   |
| 30   | 24   | 25   | 26   | 27   | 28   | 29   | 30   |
| 31   | 31   |      |      |      |      |      |      |

| August | August | August | August | August | August | August | August |
| Kw     | Mo     | Di     | Mi     | Do     | Fr     | Sa     | So     |
| ------ | ------ | ------ | ------ | ------ | ------ | ------ | ------ |
| 31     |        | 1      | 2      | 3      | 4      | 5      | 6      |
| 32     | 7      | 8      | 9      | 10     | 11     | 12     | 13     |
| 33     | 14     | 15     | 16     | 17     | 18     | 19     | 20     |
| 34     | 21     | 22     | 23     | 24     | 25     | 26     | 27     |
| 35     | 28     | 29     | 30     | 31     |        |        |        |

| September | September | September | September | September | September | September | September |
| Kw        | Mo        | Di        | Mi        | Do        | Fr        | Sa        | So        |
| --------- | --------- | --------- | --------- | --------- | --------- | --------- | --------- |
| 35        |           |           |           |           | 1         | 2         | 3         |
| 36        | 4         | 5         | 6         | 7         | 8         | 9         | 10        |
| 37        | 11        | 12        | 13        | 14        | 15        | 16        | 17        |
| 38        | 18        | 19        | 20        | 21        | 22        | 23        | 24        |
| 39        | 25        | 26        | 27        | 28        | 29        | 30        |           |

| Oktober | Oktober | Oktober | Oktober | Oktober | Oktober | Oktober | Oktober |
| Kw      | Mo      | Di      | Mi      | Do      | Fr      | Sa      | So      |
| ------- | ------- | ------- | ------- | ------- | ------- | ------- | ------- |
| 39      |         |         |         |         |         |         | 1       |
| 40      | 2       | 3       | 4       | 5       | 6       | 7       | 8       |
| 41      | 9       | 10      | 11      | 12      | 13      | 14      | 15      |
| 42      | 16      | 17      | 18      | 19      | 20      | 21      | 22      |
| 43      | 23      | 24      | 25      | 26      | 27      | 28      | 29      |
| 44      | 30      | 31      |         |         |         |         |         |

| November | November | November | November | November | November | November | November |
| Kw       | Mo       | Di       | Mi       | Do       | Fr       | Sa       | So       |
| -------- | -------- | -------- | -------- | -------- | -------- | -------- | -------- |
| 44       |          |          | 1        | 2        | 3        | 4        | 5        |
| 45       | 6        | 7        | 8        | 9        | 10       | 11       | 12       |
| 46       | 13       | 14       | 15       | 16       | 17       | 18       | 19       |
| 47       | 20       | 21       | 22       | 23       | 24       | 25       | 26       |
| 48       | 27       | 28       | 29       | 30       |          |          |          |

| Dezember | Dezember | Dezember | Dezember | Dezember | Dezember | Dezember | Dezember |
| Kw       | Mo       | Di       | Mi       | Do       | Fr       | Sa       | So       |
| -------- | -------- | -------- | -------- | -------- | -------- | -------- | -------- |
| 48       |          |          |          |          | 1        | 2        | 3        |
| 49       | 4        | 5        | 6        | 7        | 8        | 9        | 10       |
| 50       | 11       | 12       | 13       | 14       | 15       | 16       | 17       |
| 51       | 18       | 19       | 20       | 21       | 22       | 23       | 24       |
| 52       | 25       | 26       | 27       | 28       | 29       | 30       | 31       |

## Ereignisse

### Politik und Weltgeschehen

#### Europa

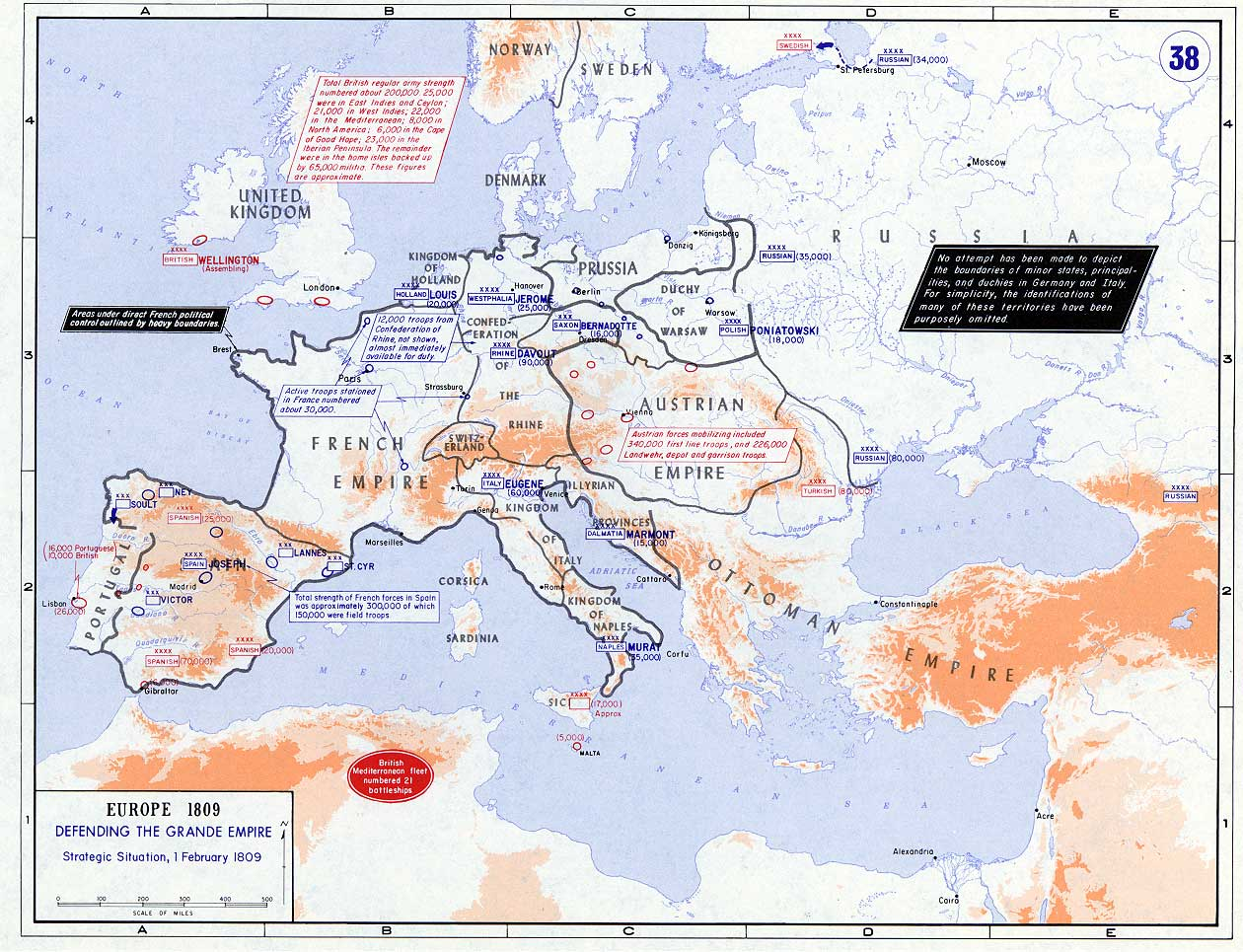
Die strategische Situation in Europa 1809

##### Napoleonische Kriege auf der Iberischen Halbinsel

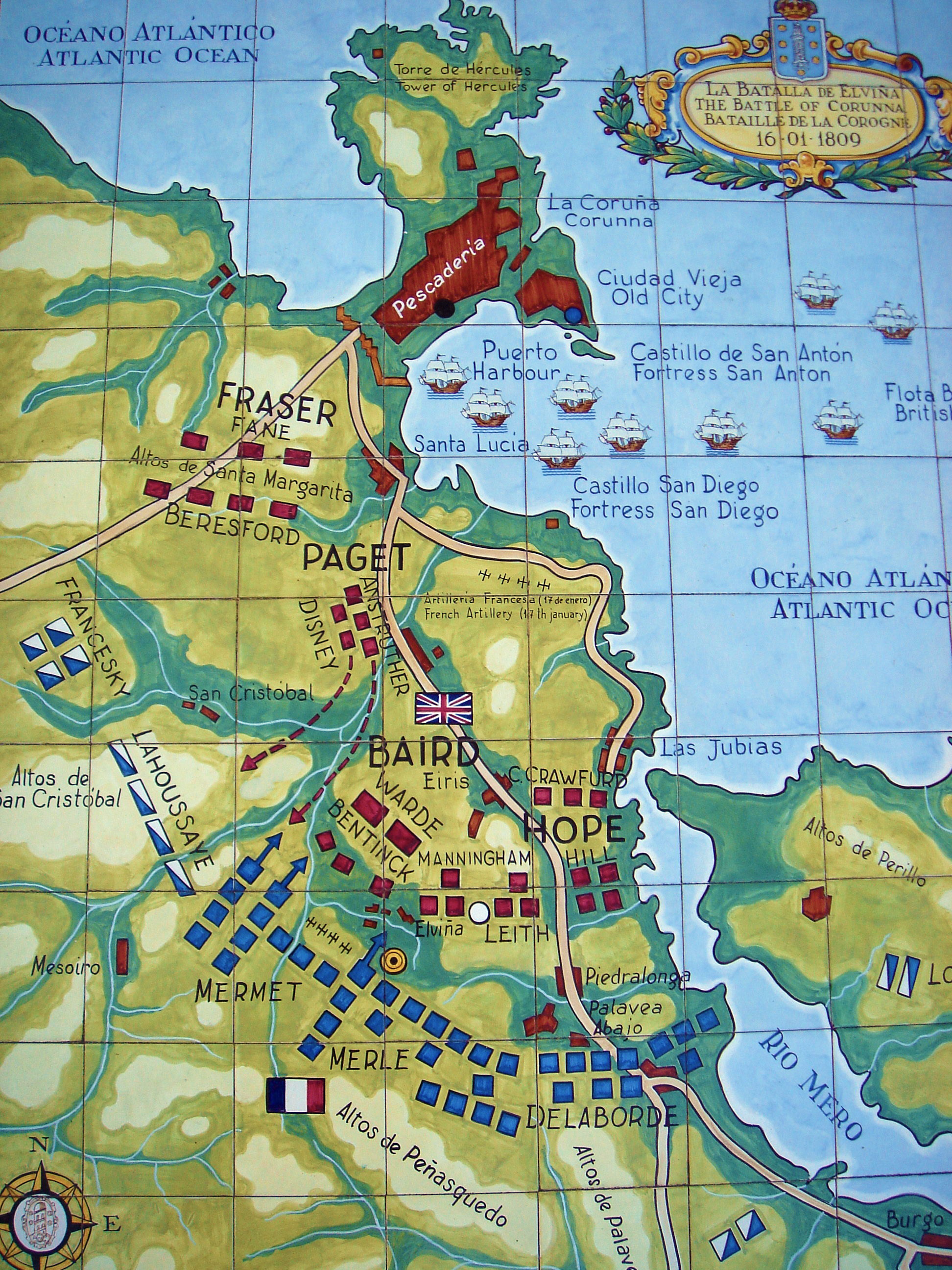
Schlacht von La Coruña

- 16. Januar: Dem britischen General John Moore gelingt es, während der Napoléonischen Kriege auf der Iberischen Halbinsel die französischen Truppen unter General Nicolas-Jean de Dieu Soult in der Schlacht bei La Coruña so lange aufzuhalten, bis alle Truppen aus der Stadt evakuiert sind, er kommt dabei jedoch selbst ums Leben.
- 20. Februar: Die zweite Belagerung von Saragossa endet mit einem Erfolg der Franzosen. Die Spanier ergeben sich nach dreiwöchigem Häuserkampf.
- 25. Februar: In der Schlacht von Valls besiegen die französisch-italienischen Truppen unter Marschall Laurent de Gouvion Saint-Cyr die spanischen Truppen unter dem Schweizer General Theodor von Reding.
- 29. März: Französische Truppen erobern Porto.
- 12. Mai: In der zweiten Schlacht bei Oporto besiegen die Briten unter Sir Arthur Wellesley, Herzog von Wellington französische Einheiten unter Nicolas Jean-de-Dieu Soult.
- 27./28. Juli: Sieg der britisch-spanisch-portugiesischen Truppen gegen die französische Invasionsarmee in der Schlacht von Talavera de la Reina.
- 19. November: In der Schlacht bei Ocaña kommt es zu einem Sieg des französischen Heeres unter Marschall Nicolas Jean-de-Dieu Soult über die spanische Armee.

##### Fünfter Koalitionskrieg
- 25. Februar: Erzherzog Karl von Österreich-Teschen und Wilhelm T. Freiherr von Steinmetzen schließen mit Herzog Friedrich Wilhelm von Braunschweig-Lüneburg-Oels die geheime Konvention von Wien zur Aufstellung einer Truppe von 2000 Soldaten, je zur Hälfte bestehend aus Infanterie und Husaren, die im Rahmen der Koalitionskriege unter der Führung und auf Kosten des braunschweigischen Herzogs gegen die Truppen Napoléon Bonapartes in Deutschland kämpfen soll.
- 1. April: Der Schwarze Herzog Friedrich Wilhelm von Braunschweig-Wolfenbüttel stellt die Schwarze Schar auf, ein deutsches Freikorps, das in den Befreiungskriegen bis 1815 gegen die Truppen Napoleon Bonapartes kämpft.
- 9. April: Fünfter Koalitionskrieg: Das Kaisertum Österreich erklärt Frankreich und dessen Verbündeten, dem Königreich Bayern, den Krieg. Bereits am nächsten Tag dringt die von Erzherzog Karl von Österreich-Teschen befehligte Armee im Nachbarland ein.

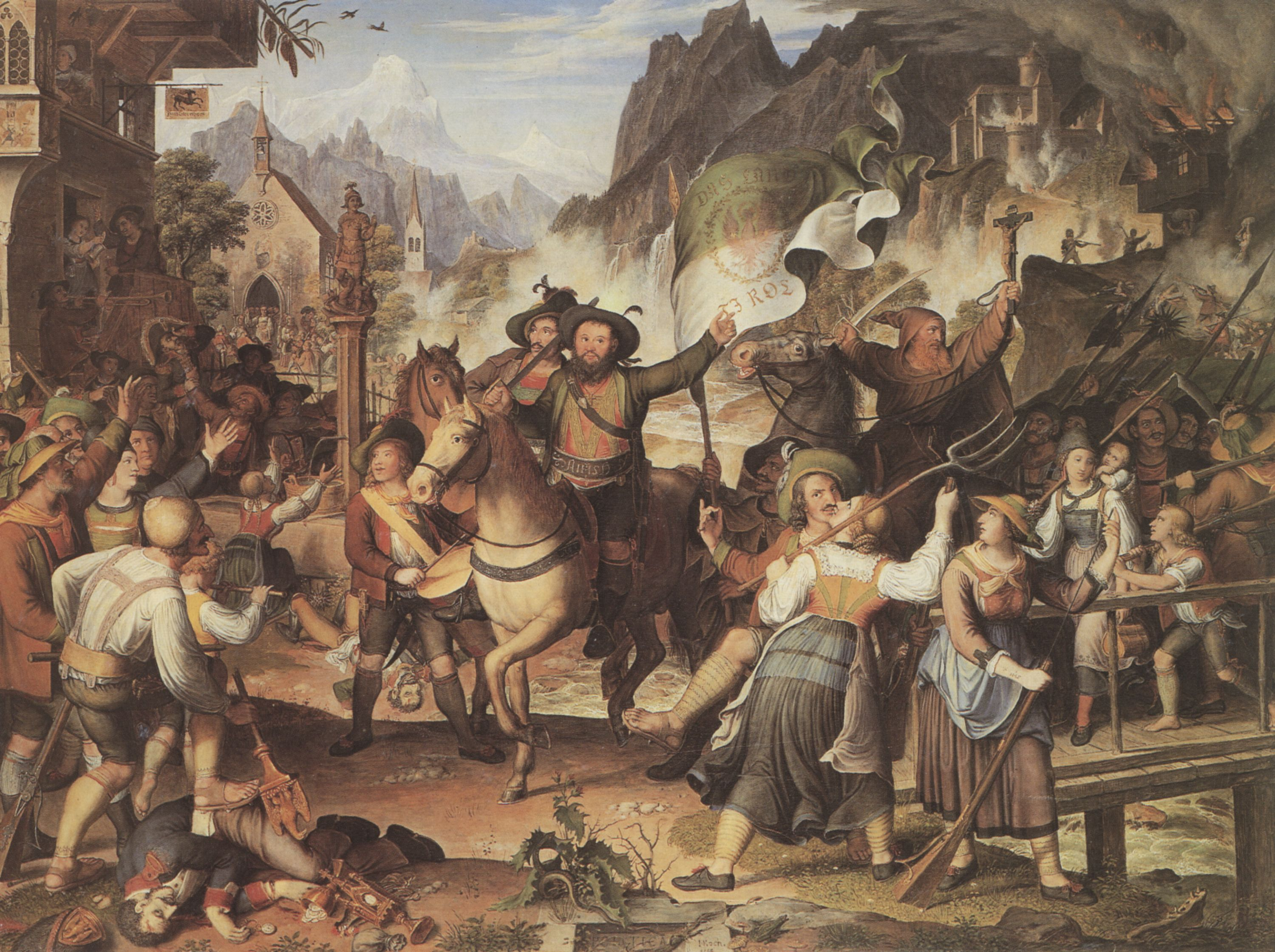
Tiroler Landsturm 1809; Gemälde von Joseph Anton Koch (um 1820)

- 9. April: Tiroler Volksaufstand: Die Zwangsaushebung von Rekruten für die bayerische Armee löst in Innsbruck einen auf ganz Tirol übergreifenden Aufstand aus, dessen Führung Andreas Hofer übernimmt.
- 12./13. April: Schlacht am Bergisel: Die Franzosen kapitulieren vor Andreas Hofer am Bergisel in Tirol.
- 15. April: Der Österreichische Feldzug gegen das Herzogtum Warschau beginnt mit dem Einmarsch österreichischer Truppen in das Herzogtum Warschau. Er endet am 14. Oktober 1809 (siehe unten).
- 16. April: In der Schlacht von Sacile zwingen im Fünften Koalitionskrieg österreichische Truppen im Friaul die französische Italienarmee zum Rückzug vom Schlachtfeld.
- 19. April: Die Schlacht von Abensberg beginnt, in der die Franzosen unter Napoleon I. über die Österreicher siegreich bleiben. Am selben Tag werden in das Herzogtum Warschau eingedrungene österreichische Truppen in der Schlacht von Raszyn von polnischen Truppen geschlagen.
- 19. April: Bei der Schlacht bei Teugn-Hausen verpasst der österreichische Erzherzog Karl von Österreich-Teschen eine Gelegenheit, durch Verstärkung der kämpfenden Truppe die von Marschall Louis-Nicolas Davout befehligte französische Armee vermutlich zu schlagen.
- 24. April: Die Vorarlberger Volkserhebung 1809 beginnt. Bernhard Riedmiller, Siegmund Nachbauer und Christian Müller ziehen ungehindert in Bregenz ein.
- 5. Mai: Im Gefecht bei Dodendorf zwischen dem Freikorps Schillsche Jäger einerseits und französischen und westphälischen Truppen andererseits gelingt es keiner Seite, einen entscheidenden Sieg zu erringen. Das Gefecht gilt als ein Vorläufer der Befreiungskriege gegen die französische Besatzung.
- 7. Mai: Der französische Kaiser Napoleon Bonaparte behauptet in Wien, Papst Pius VII. habe als weltlicher Herrscher aufgehört zu regieren und annektiert damit faktisch den Kirchenstaat.

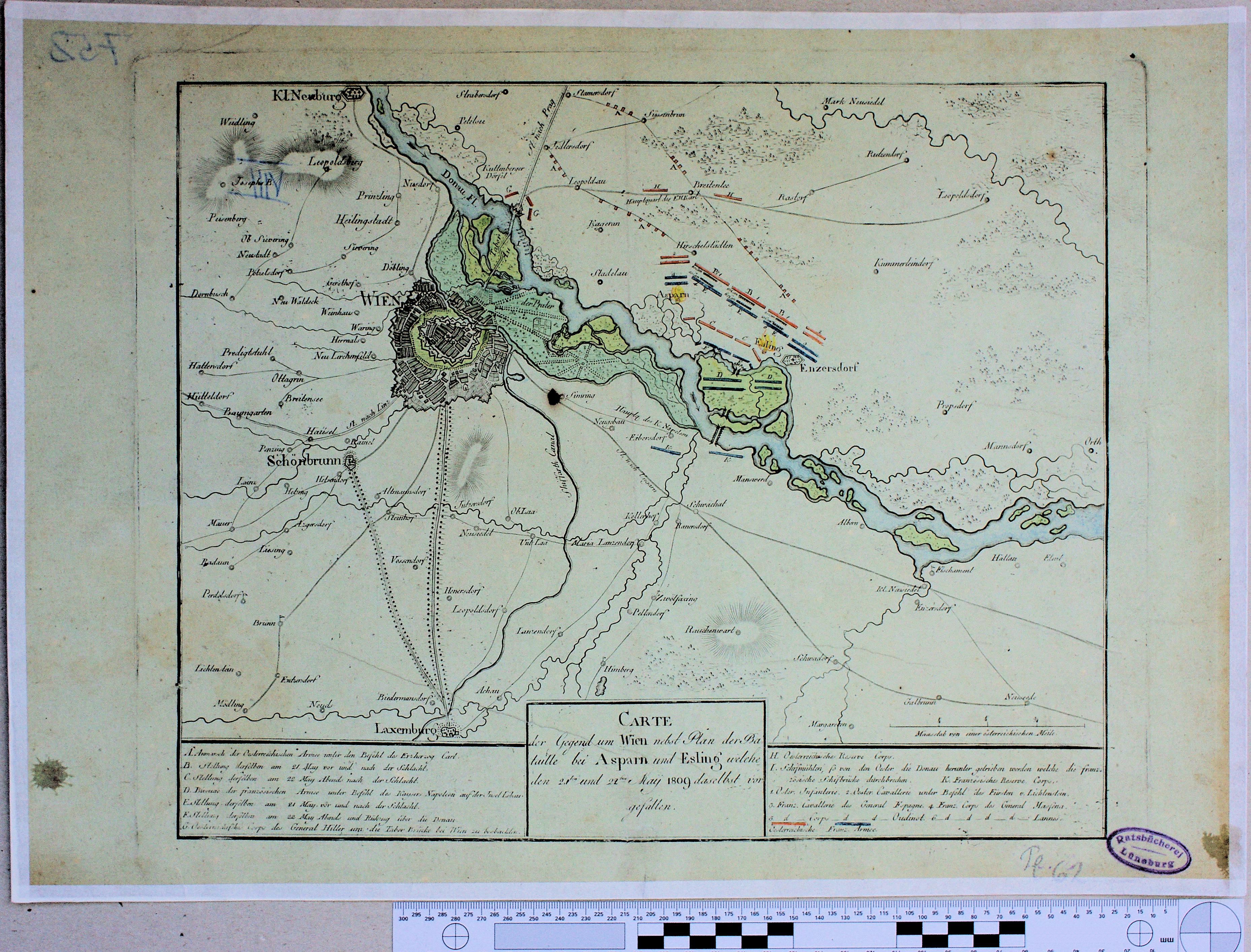
Wien 1809

- 13. Mai: Napoleon I. zieht zum zweiten Mal als Sieger in Wien ein – nach einer Belagerung und Beschießung Wiens am 12. Mai.
- 17. Mai: Napoleon Bonaparte dekretiert die Annexion des Kirchenstaats für sein Imperium.
- 17. Mai: In Malborgeth gelingt der französischen Armee der Durchbruch. Der österreichische Hauptmann Friedrich Hensel fällt.

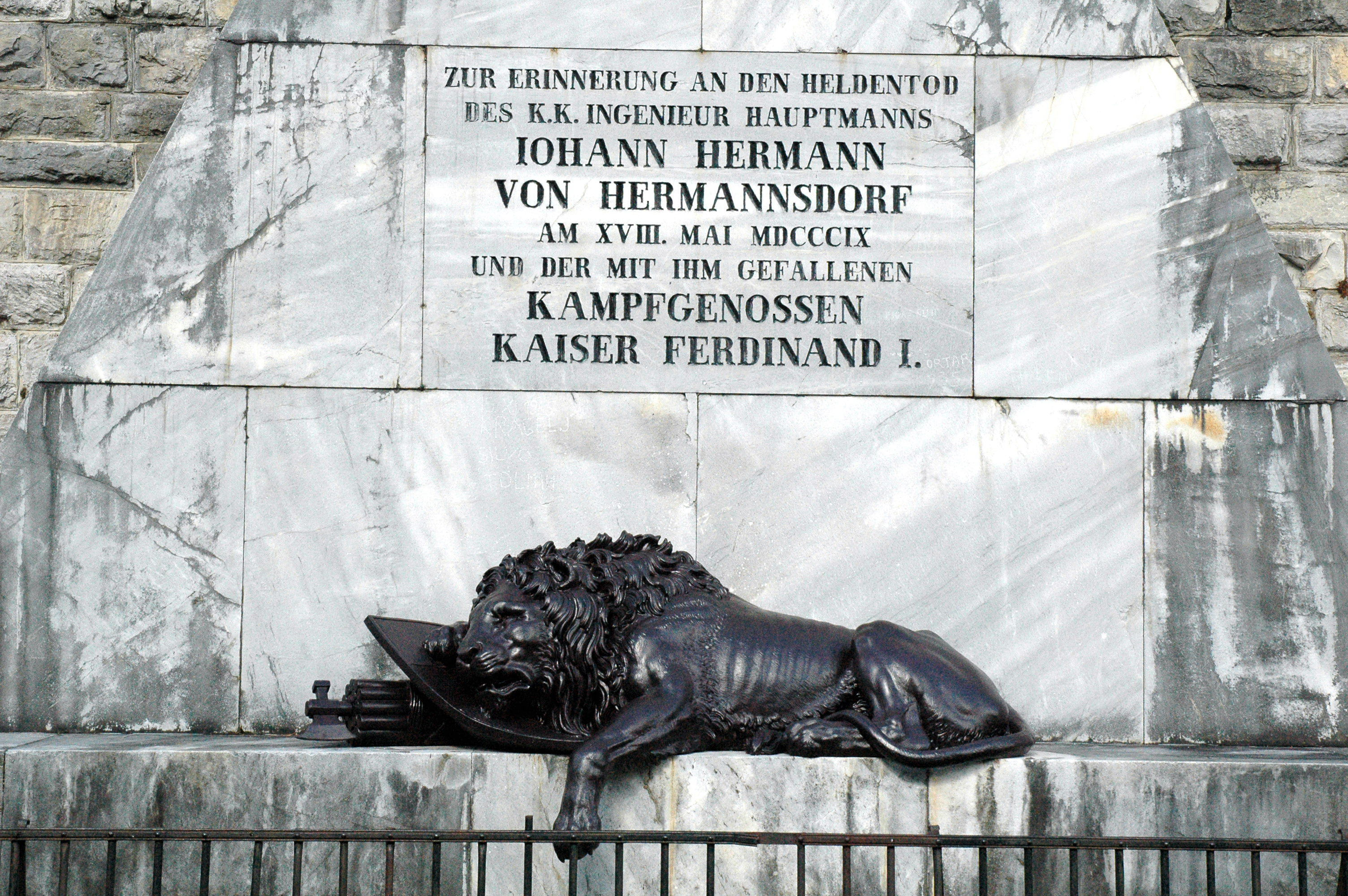
Löwendenkmal am Predilpass für Hauptmann Hermann

- 18. Mai: Am Predilpass fällt Hauptmann Johann Hermann von Hermannsdorf nach erbitterten Widerstand gegen die französische Armee. Hensel und Hermannsdorf ermöglichen damit den österreichischen Sieg bei Aspern.

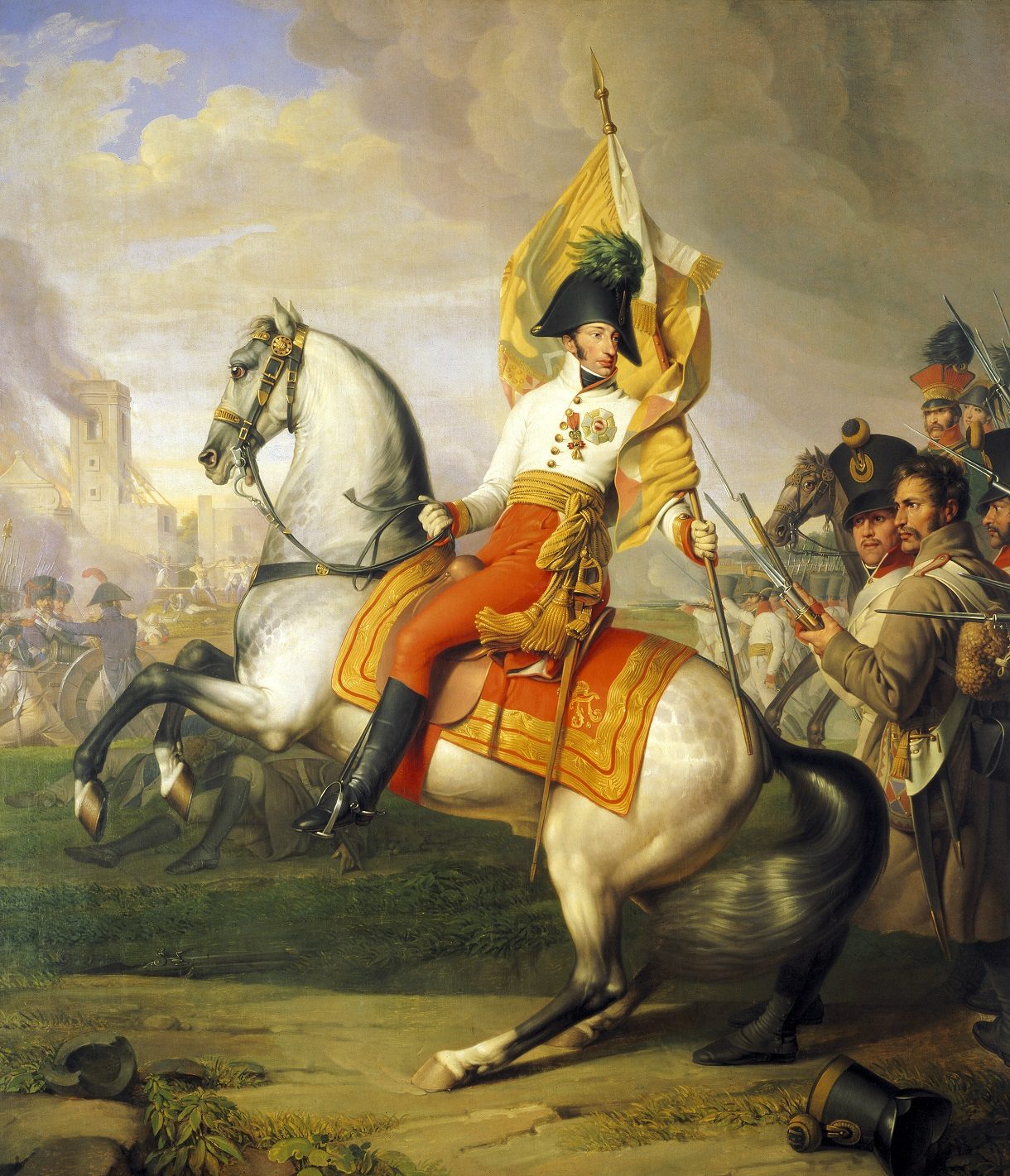
Johann Peter Krafft: Erzherzog Karl von Österreich in der Schlacht bei Aspern

- 21./22. Mai: In der Schlacht bei Aspern nahe Wien schwindet Napoleon Bonapartes Nimbus der Unüberwindbarkeit seiner Truppen dahin. Die Österreicher unter Erzherzog Karl gewinnen die Schlacht des Fünften Koalitionskrieges. Erzherzog Karl riskiert es nicht, rasch an das rechte Ufer überzugehen und die erschöpften Franzosen zu vernichten, bevor sie Verstärkungen erhalten: seine Truppen haben einen Mangel an Munition und sind ebenfalls erschöpft.
- 25./29. Mai: In der zweiten Schlacht am Bergisel während des Tiroler Volksaufstandes besiegen die Tiroler Schützen unter Josef Speckbacher und Andreas Hofer neuerlich bayerische Besatzungstruppen. Am 30. Mai zieht Andreas Hofer in Innsbruck ein.
- 30. Mai: Die erfolglose Belagerung des Grazer Schloßbergs durch französische Truppen beginnt.
- 5./6. Juli: Frankreichs Armee unter Napoleon Bonaparte besiegt das österreichische Heer in der Schlacht bei Wagram.
- 6. Juli: Papst Pius VII. wird mit Billigung von Napoleon verhaftet und nach Frankreich gebracht. Der Papst hatte sich der französischen Annexion des Kirchenstaates widersetzt.
- 8. Juli: In der Schlacht bei Gefrees zwingen österreichische Truppen die französischen Einheiten zum Rückzug.
- 12. Juli: Erzherzog Karl von Österreich schließt mit Auguste Frédéric Louis Viesse de Marmont und André Masséna den Znaimer Waffenstillstand.
- 30. Juli: die Walcheren-Expedition beginnt: 39.000 britische Soldaten landen auf der Halbinsel Walcheren in der niederländischen Provinz Zeeland, unter anderem um das verbündete Österreich zu entlasten. Wegen einer Fieberepidemie unter ihren Soldaten räumen die Briten nach und nach (bis zum 23. Dezember 1809) die Insel.

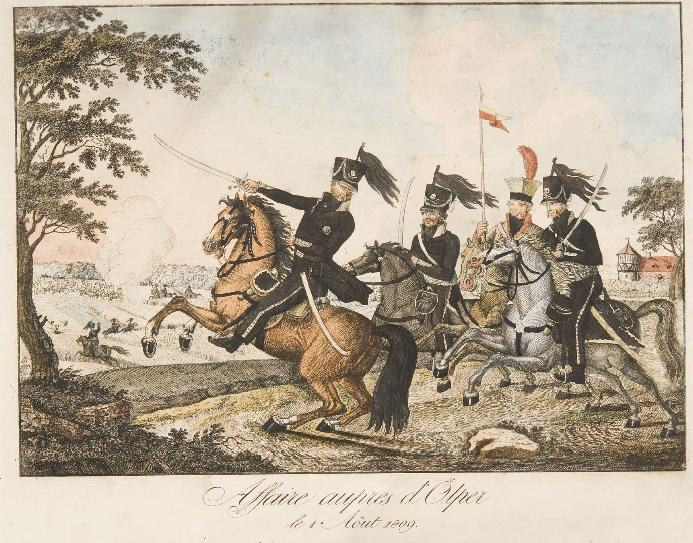
Gefecht bei Ölper

- 1. August: Das Gefecht bei Ölper zwischen Truppen des napoleonischen Königreichs Westphalen und der Schwarzen Schar unter Herzog Friedrich Wilhelm von Braunschweig-Oels endet mit einem taktischen Unentschieden.
- 13. August: Andreas Hofer und Peter Mayr siegen mit den Tiroler Schützen in der dritten Schlacht am Bergisel neuerlich über bayerische, sächsische und französische Truppen.
- 8. Oktober: Dem vormaligen Gesandten in Paris, Graf Klemens Wenzel Lothar von Metternich, wird vom Kaiser Franz I. in Wien die Führung des österreichischen Außenministeriums anvertraut.
- 12. Oktober: Der 17-jährige Friedrich Stapß wird in Schönbrunn beim Plan festgenommen, Napoleon Bonaparte mit einem Küchenmesser zu töten. Für sein Attentat wird er vier Tage später erschossen.

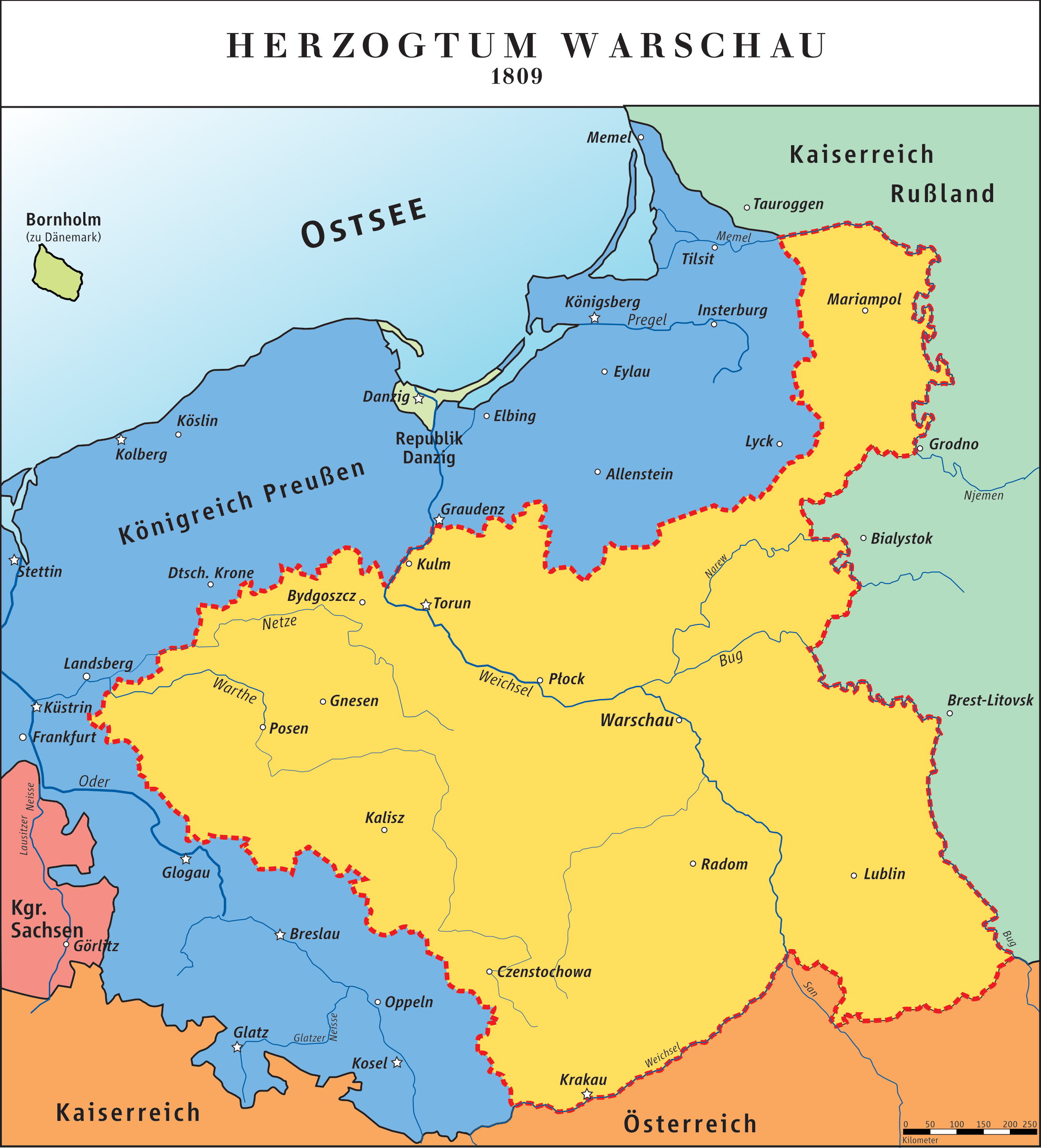
Herzogtum Warschau 1809

- 14. Oktober: Nach der Besetzung Wiens und dem Sieg in der Schlacht bei Wagram diktiert Napoleon dem Kaisertum Österreich den Frieden von Schönbrunn zur Beendigung des Fünften Koalitionskrieges. Österreich verliert seinen Zugang zur Adria und muss Salzburg an das Königreich Bayern abtreten. Westgalizien und Krakau, die Gewinne der Dritten Teilung Polens, kommen an das Herzogtum Warschau.
- 1. November: Die vierte und letzte Schlacht am Bergisel geht für die Tiroler verloren. Der Tiroler Volksaufstand bricht wenig später zusammen.

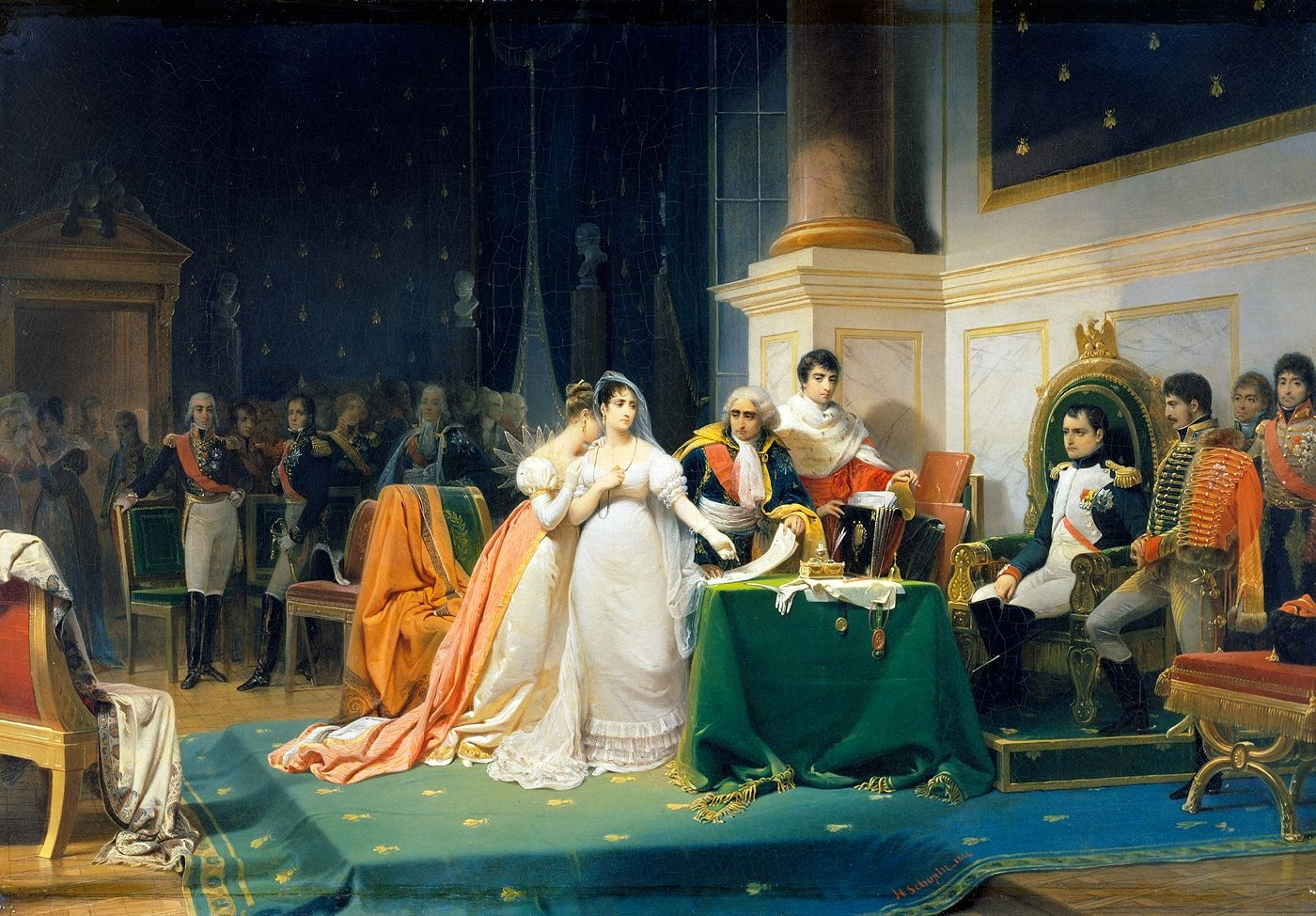
Die Scheidung der Kaiserin Joséphine

- 15. Dezember: Napoleon I. und Joséphine informieren die Familie über ihre Einigung zur Scheidung.
- Sprengung der Burg Theben durch napoleonische Truppen

##### Weitere Ereignisse in Europa
- 5. Januar: Für Großbritannien schließt der Gesandte Robert Adair mit dem Osmanischen Reich den Dardanellenfrieden. Die Briten sichern der Hohen Pforte Hilfe im Falle einer französischen Bedrohung zu.
- 13. Januar: Das Badische Judenedikt von 1809 stellt die Juden staatsbürgerlich gleich, beseitigt aber auch die bisherige traditionelle jüdische Gemeindeverfassung.
- 13. März: Der schwedische König Gustav IV. Adolf wird durch eine Offiziersverschwörung entthront und auf Schloss Gripsholm gefangen gesetzt. Sein Onkel, der spätere König Karl XIII., wird daraufhin Reichsverweser.

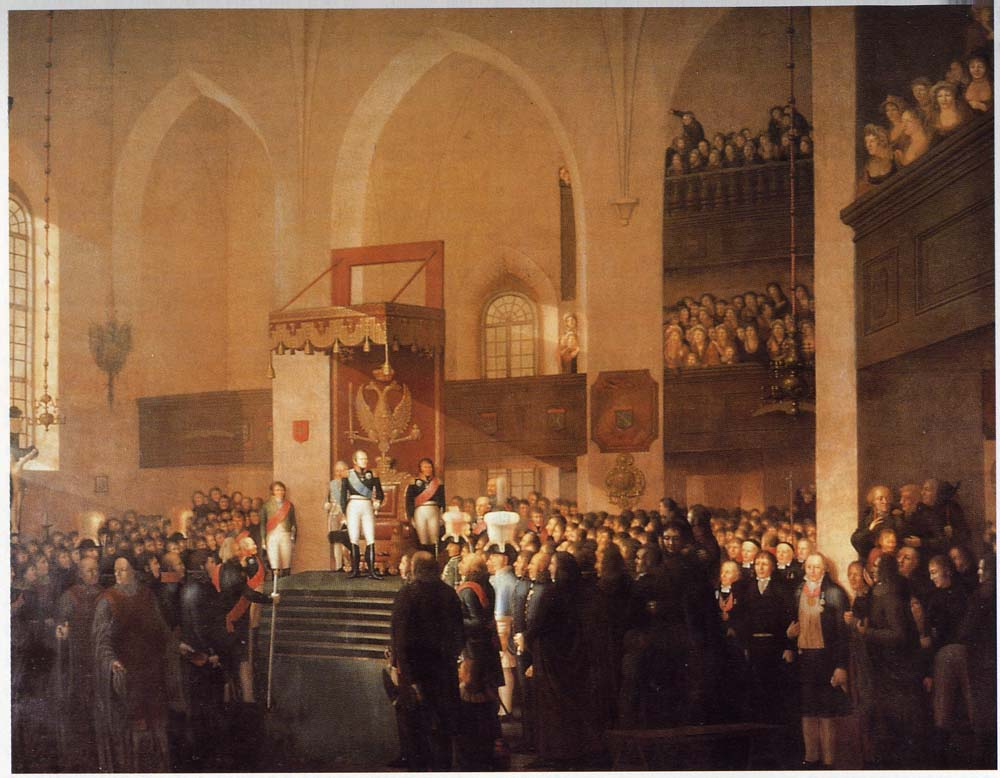
Die Eröffnung des Landtages zu Porvoo durch Zar Alexander I. in der zeitgenössischen Darstellung durch Emanuel Thelning

- 25. März: In Porvoo tritt die finnische Ständeversammlung zusammen.
- 29. März: Finnland wird von Zar Alexander I. als Großfürstentum innerhalb Russlands geführt.
- 31. Mai: In der Schlacht von Čegar nahe der Stadt Niš werden Rebellen im Ersten Serbischen Aufstand von osmanischen Truppen besiegt.

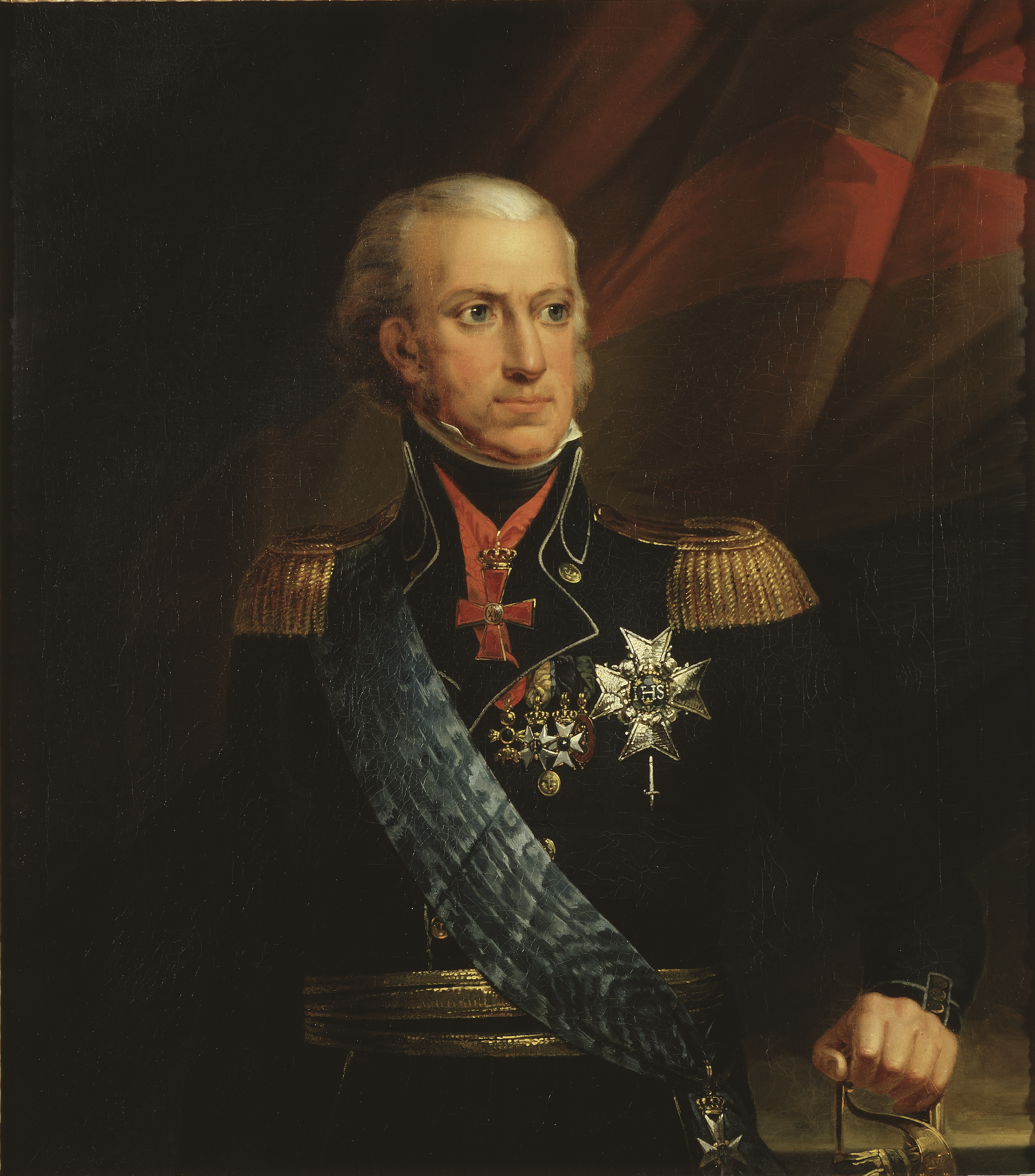
Karl XIII.

- 6. Juni: Karl XIII. wird König von Schweden.
- 17. September: Der Vertrag von Fredrikshamn beendet den Krieg zwischen Russland und Schweden um die Vorherrschaft in Finnland. Schweden tritt Finnland, die Ålandinseln sowie Teile von Lappland und Västerbotten an Russland ab.
- 2. Oktober: Eine britische Flotte erscheint vor Zante (heute: Zakynthos) und verdrängt die geschwächte französische Garnison von sämtlichen Ionische Inseln (bis auf Korfu, das später erobert wird).
- 25. November: Der britische Diplomat Benjamin Bathurst verschwindet in Perleberg, wo er eine Rast auf seiner inkognito geführten Rückreise eingelegt hat, am Abend auf ungeklärte Weise.
- 10. Dezember: Der Dänisch-Schwedische Krieg geht mit dem Friedensschluss von Jönköping zu Ende, mit dem der Status quo ante wiederhergestellt wird.

#### Vereinigte Staaten von Amerika

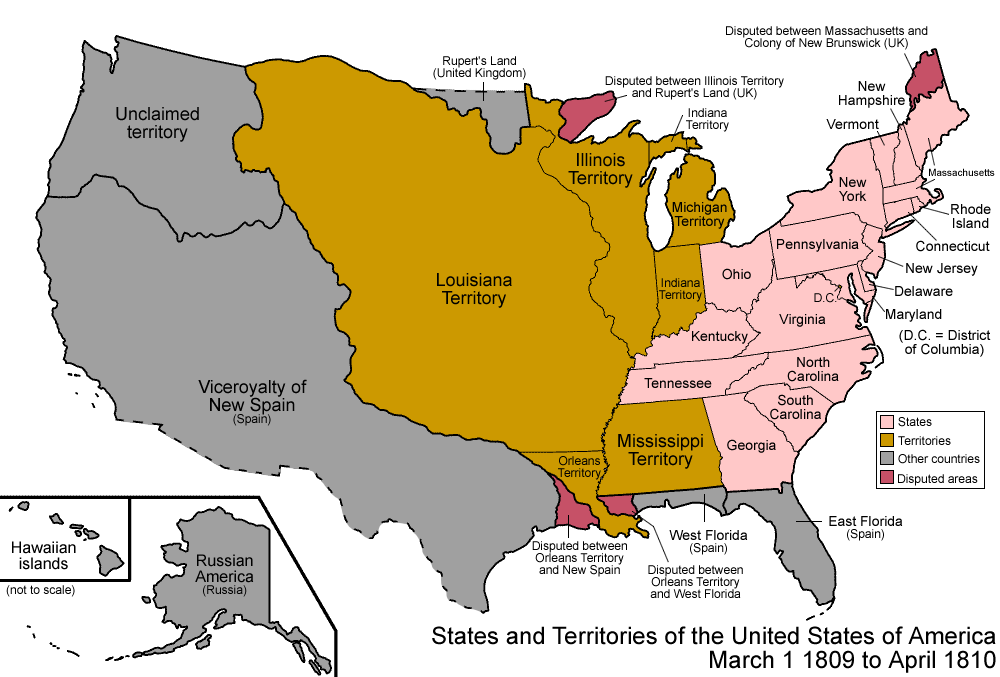
Vereinigte Staaten 1809/10

- 4. März: James Madison wird als vierter Präsident der Vereinigten Staaten in sein Amt eingeführt. Er löst seinen Parteikollegen Thomas Jefferson ab.

#### Lateinamerika
- 25. Mai: In La Plata (später in Sucre umbenannt) kommt es zur „Revolución de Chuquisaca“, dem ersten nach Unabhängigkeit strebenden Aufstand in Lateinamerika gegen die spanische Herrschaft.
- 10. August: Ecuador erklärt erstmals seine Unabhängigkeit von Spanien.

#### Australien und Ozeanien

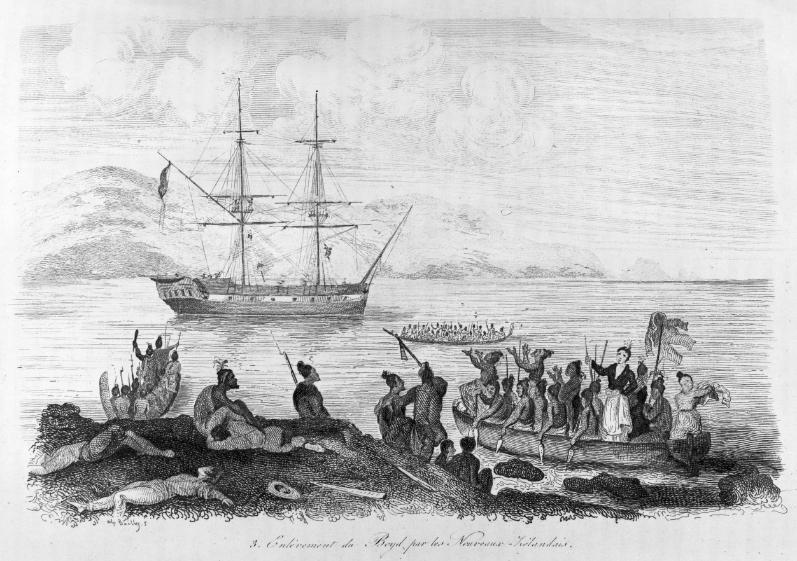
Das Boyd-Massaker

- Boyd-Massaker in Neuseeland

### Wirtschaft
- 11. Februar: Robert Fulton erhält ein US-Patent auf seine Version für ein Dampfschiff. Er hat frühere Entwürfe entscheidend modifiziert und verleiht der Seefahrt damit neue Impulse.
- 27. Februar: Der US-Kongress (Senat am 21. Februar, Repräsentantenhaus am 27. Februar) lockert wegen unerwünschter Auswirkungen den Embargo Act und begrenzt das Handelsverbot nur noch auf Großbritannien und Frankreich.

### Wissenschaft und Technik
- 16. August: Auf Initiative Wilhelm von Humboldts wird die Berliner Universität, die spätere Humboldt-Universität zu Berlin gegründet
- Jean-Baptiste de Lamarck trägt in seinem Werk Philosophie zoologique Gedanken zur Evolutionstheorie bei.

### Kultur
- 24. Januar: Carl Friedrich Zelter gründet in Berlin die erste deutsche Liedertafel.
- 30. November: Die Uraufführung der Oper Pimmalione von Luigi Cherubini findet in Paris statt.

### Gesellschaft
- 18. Januar: Stiftung des Corps Hannovera Göttingen

### Katastrophen
Anhand von Maxima im Sulfatgehalt von Eisbohrkernen sowie Berichten südamerikanischer Wissenschaftler wird für 1808/1809 der Ausbruch eines unbekannten, in tropischen Breiten verorteten Vulkans postuliert. Diese Vulkankatastrophe ist gemeinsam mit dem Ausbruch des Tambora im Jahr 1815 wahrscheinlich für das Jahr ohne Sommer 1816 verantwortlich.

## Geboren

### Januar/Februar
- 01. Januar: Gustaw Zieliński, polnischer Schriftsteller († 1881)

Louis Braille

- 03. Januar: Moritz Bauschke, deutscher Schriftsteller, Verleger, Buchhändler und Publizist († 1851)
- 04. Januar: Louis Braille, Erfinder der Blindenschrift (Brailleschrift) († 1852)
- 04. Januar: Julius Adolph Stöckhardt, deutscher Agrikulturchemiker († 1886)
- 10. Januar: Martin Fourichon, französischer Admiral und Marineminister († 1884)
- 12. Januar: Emanuel von Friedrichsthal, österreichischer Reiseschriftsteller († 1842)
- 12. Januar: Émile Loubon, französischer Landschaftsmaler († 1863)
- 12. Januar: Leopoldo O’Donnell, Graf von Lucena, Herzog von Tetuan, spanischer General und Politiker († 1867)
- 13. Januar: Friedrich Ferdinand von Beust, österreichischer Politiker († 1886)
- 15. Januar: Pierre-Joseph Proudhon, französischer Ökonom, Soziologe und Anarchist († 1865)
- 19. Januar: Carl Wilhelm Arldt, deutscher Zeichner und Lithograf († 1868)

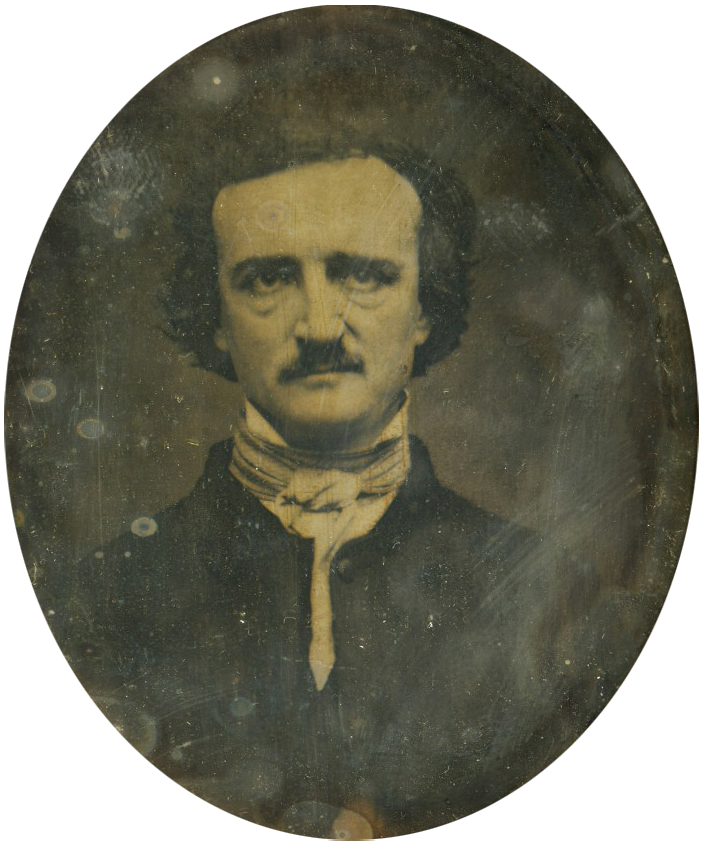
Edgar Allan Poe, 1848

- 19. Januar: Edgar Allan Poe, US-amerikanischer Schriftsteller († 1849)
- 20. Januar: Sebastián de Yradier, spanischer Komponist († 1865)
- 24. Januar: Carl Ludwig Gesell, deutscher Orgelbauer († 1867)
- 24. Januar: Paul Theodor von Krusenstern, russischer Polarforscher († 1881)
- 27. Januar: Auguste Delacroix, französischer Maler († 1868)
- 28. Januar: Theodor Benfey, deutscher Orientalist und Sprachforscher († 1881)
- 30. Januar: Georg Friedrich Blaul, deutscher Pfarrer und Dichter († 1863)

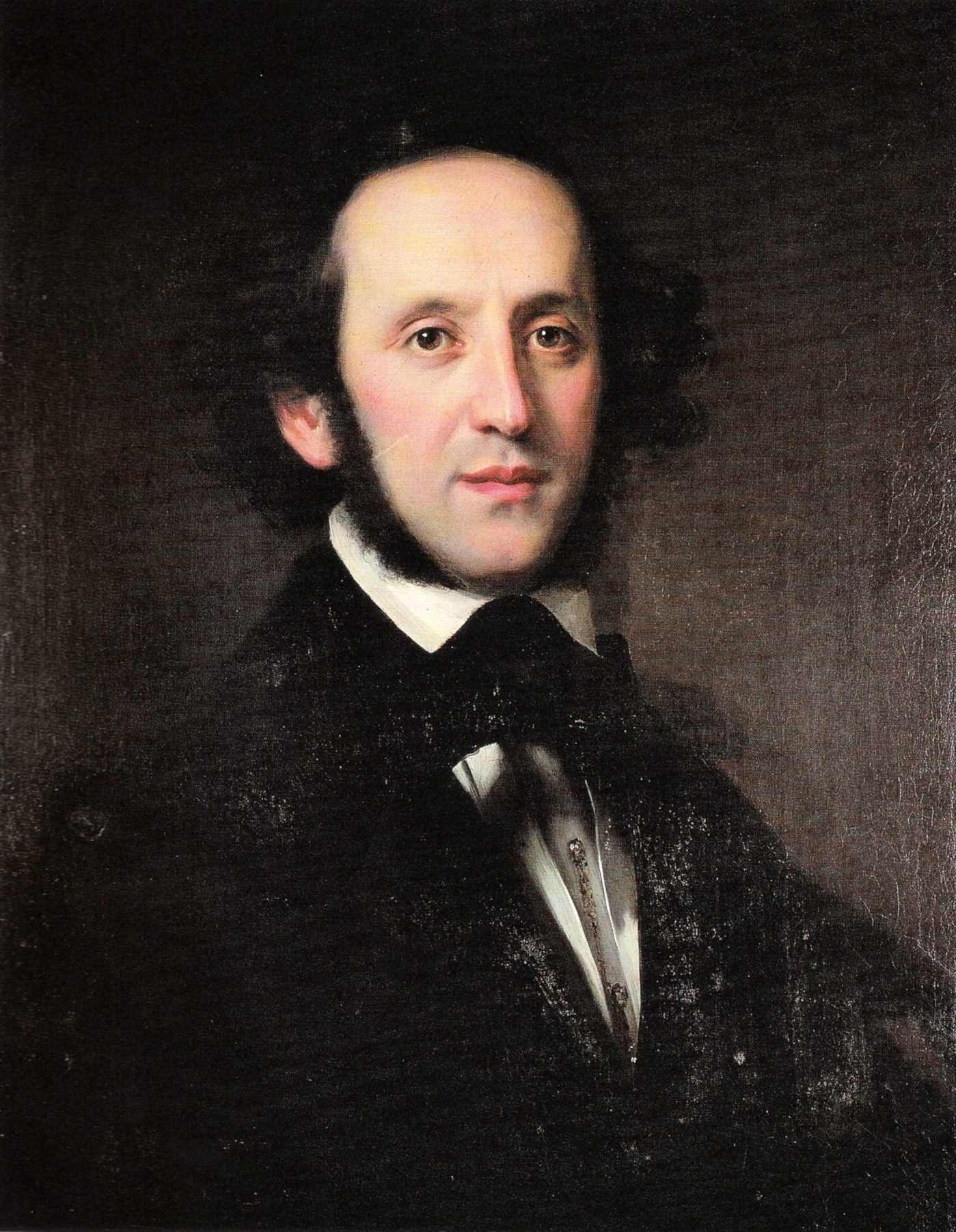
Felix Mendelssohn Bartholdy, 1846

- 01. Februar: Rupert Jäger, deutscher Lehrer und Philologe († 1851)
- 03. Februar: Felix Mendelssohn Bartholdy, deutscher Komponist († 1847)
- 03. Februar: Thomas Swann, US-amerikanischer Politiker († 1883)
- 07. Februar: Frederik Paludan-Müller, dänischer Schriftsteller († 1876)
- 07. Februar: John P. Cochran, US-amerikanischer Politiker († 1898)
- 11. Februar: Karl Bodmer, Schweizer Maler († 1893)

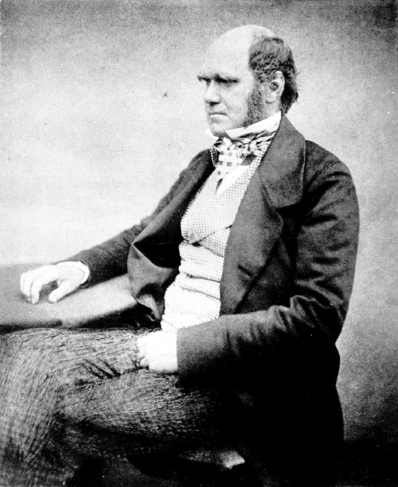
Charles Darwin

- 12. Februar: Charles Darwin, britischer Naturforscher († 1882)

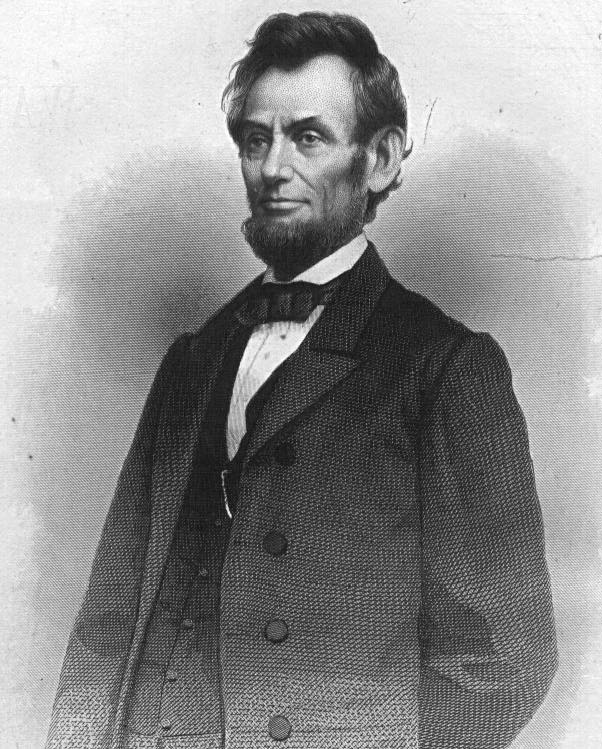
Abraham Lincoln

- 12. Februar: Abraham Lincoln, US-amerikanischer Präsident († 1865)
- 15. Februar: Owen Jones, englischer Architekt und Designer († 1874)
- 15. Februar: Cyrus McCormick, US-amerikanischer Landmaschinenerfinder und Firmengründer († 1884)
- 17. Februar: Adolphe Claire Le Carpentier, französischer Musikpädagoge und Komponist († 1869)
- 21. Februar: Wilhelm Dunker, deutscher Geologe, Paläontologe und Zoologe († 1885)
- 24. Februar: Edwin von Manteuffel, preußischer Generalfeldmarschall († 1885)
- 25. Februar: Morgan C. Hamilton, US-amerikanischer Politiker († 1893)

### März/April
- 07. März: Wladimir Iwanowitsch Istomin, russischer Marineoffizier († 1855)
- 08. März: Vinzenz Kreuzer, österreichischer Zeichner und Landschaftsmaler († 1888)
- 09. März: Bettino Ricasoli, italienischer Staatsmann († 1880)
- 09. März: Eliza Wille, deutsche Romanschriftstellerin († 1893)
- 12. März: Gustav Werner, evangelischer Pfarrer und Stiftungsgründer († 1887)
- 15. März: Joseph Aigner, Tiroler Orgelbauer († 1887)
- 15. März: William Cannon, US-amerikanischer Politiker († 1865)
- 15. März: Karl Joseph von Hefele, römisch-katholischer Kirchenhistoriker und Bischof († 1893)
- 15. März: Joseph Jenkins Roberts, liberianischer Präsident († 1876)
- 19. März: Zenas Leonard, US-amerikanischer Mountain Man und Pionier († 1857)
- 19. März: Fredrik Pacius, deutscher Komponist († 1891)
- 19. März: Moritz Ludwig Seyffert, deutscher Philologe und Pädagoge († 1872)
- 20. März: Georg Varrentrapp, deutscher Mediziner († 1886)
- 21. März: Carl Gustav Friedrich Hasselbach, Oberbürgermeister von Magdeburg († 1882)
- 21. März: Jules Favre, französischer Politiker († 1880)
- 23. März: Charlotte von Hagn, deutsche Schauspielerin († 1891)
- 24. März: Joseph Liouville, französischer Mathematiker († 1882)
- 27. März: Wilhelm Nikolai Böhtlingk, deutschbaltischer Quartärgeologe und Geomorphologe († 1841)
- 27. März: Georges-Eugène Haussmann, französischer Stadtplaner († 1891)
- 31. März: Otto Lindblad, schwedischer Komponist († 1864)

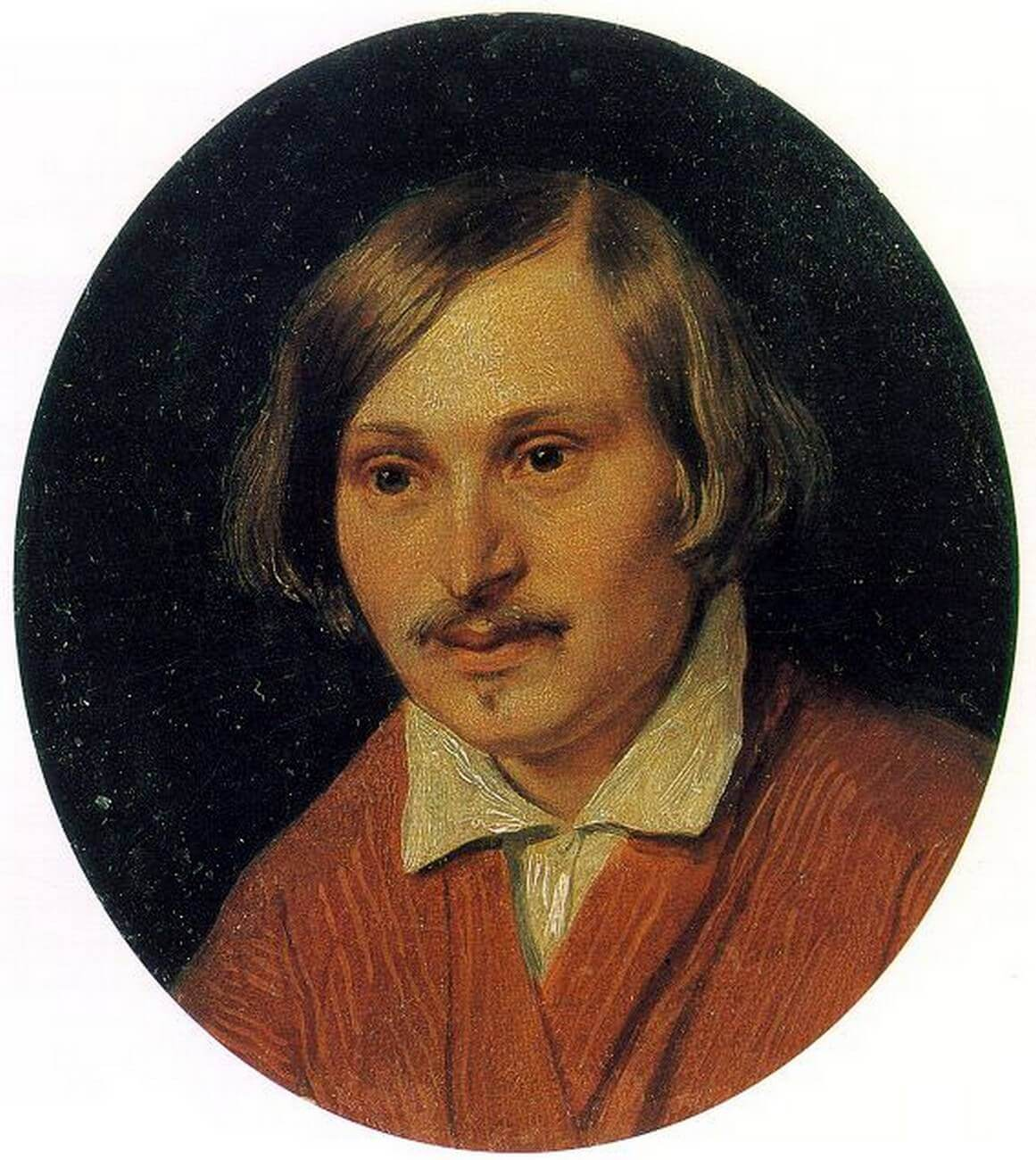
Nikolai Gogol

- 01. April: Nikolai Gogol, russischer Schriftsteller († 1852)
- 04. April: Benjamin Peirce, US-amerikanischer Mathematiker und Astronom († 1880)
- 05. April: Karl Felix Halm, deutscher Altphilologe und Bibliothekar († 1882)
- 06. April: Friedrich zu Schwarzenberg, Erzbischof von Prag († 1885)
- 06. April: David Allen Smalley, US-amerikanischer Politiker († 1877)
- 07. April: Gaspard Auguste Brullé, französischer Entomologe († 1873)
- 07. April: James Glaisher, englischer Meteorologe und Aeronaut († 1903)
- 07. April: Edward Seguin, US-amerikanischer Opernsänger und Impresario († 1852)
- 14. April: Friedrich Adolph Roemer, deutscher Geologe, Botaniker und Jurist († 1869)
- 14. April: George Willem Vreede, niederländischer Rechtswissenschaftler und Rechtshistoriker († 1880)
- 15. April: Hermann Graßmann, deutscher Mathematiker († 1877)
- 17. April: Julie Rettich, deutsche Schauspielerin († 1866)
- 19. April: Emil Braun, deutscher Archäologe († 1856)
- 20. April: James C. Jones, US-amerikanischer Politiker († 1859)
- 23. April: Karl Wilhelm Ludwig von Hessen, Prinz von Hessen-Darmstadt († 1877)
- 23. April: Eugène Prévost, französischer Komponist und Dirigent († 1872)
- 28. April: Shimazu Nariakira, Daimyō der Provinz Satsuma († 1858)

### Mai/Juni
- 10. Mai: Peter Tunner, steirischer Bergbaupionier († 1897)
- 12. Mai: Gottschalk Eduard Guhrauer, deutscher Literaturhistoriker († 1854)
- 12. Mai: Robert Charles Winthrop, US-amerikanischer Politiker († 1894)
- 13. Mai: Karl von Varnbüler, württembergischer Staatsminister und Reichstagsabgeordneter († 1889)
- 18. Mai: Harriet Low, US-Amerikanerin, die durch ihre Briefe und Tagebücher bekannt wurde († 1877)
- 18. Mai: William Wilson, britischer Maschineningenieur († 1862)
- 20. Mai: Johann Christian Hackenschmidt, deutscher Korbmacher und Schriftsteller († 1900)
- 22. Mai: Bernhard Dunker, norwegischer Jurist und politischer Autor († 1870)
- 23. Mai: Friedrich Christian Avé-Lallemant, deutscher Kriminalist, Schriftsteller und Sprachforscher († 1892)
- 23. Mai: Hugo Ewald von Kirchbach, preußischer General († 1887)
- 27. Mai: Edward Barry, französischer Historiker und Epigraphiker († 1879)
- 04. Juni: Columbus Delano, US-amerikanischer Politiker († 1896)
- 04. Juni: José Gutiérrez de la Concha, spanischer General und Politiker († 1895)
- 06. Juni: Heinrich Ludolf Ahrens, deutscher klassischer Philologe († 1881)
- 06. Juni: Timothy Shay Arthur, US-amerikanischer Schriftsteller († 1885)
- 06. Juni: Karl Heinrich Koch, deutscher Botaniker († 1879)
- 08. Juni: Richard W. Thompson, US-amerikanischer Politiker († 1900)
- 09. Juni: Giovanni Gentiluomo, österreichischer akademischer Maler, Opernsänger und Gesangslehrer († 1866)

Heinrich Hoffmann, (um 1880)

- 13. Juni: Heinrich Hoffmann, deutscher Arzt und Schriftsteller († 1894)
- 13. Juni: Cristoforo Negri, italienischer Politiker und Schriftsteller († 1896)
- 16. Juni: Andreas Fortner, böhmischer Silberschmied, Maler, Lithograf und Ziseleur († 1862)
- 21. Juni: Wilhelm Wolff, Publizist und Weggefährte von Karl Marx († 1864)
- 27. Juni: François Certain de Canrobert, französischer General und Marschall von Frankreich († 1895)

### Juli/August
- 07. Juli: Andreas Friedrich Trenckmann, deutsch-US-amerikanischer Lehrer und Farmer († 1883)
- 09. Juli: Friedrich August von Quenstedt, deutscher Geologe und Paläontologe († 1889)
- 13. Juli: Jacob Aicher von Aichenegg, deutscher Jurist und Politiker († 1877)
- 16. Juli: Samuel Chappuis, Schweizer evangelischer Geistlicher und Hochschullehrer († 1870)
- 16. Juli: Konstantin Bernhard von Voigts-Rhetz, preußischer General der Infanterie († 1877)
- 19. Juli: Jakob Henle, deutscher Anatom, Pathologe und Arzt († 1885)
- 22. Juli: Heinrich Proch, österreichischer Komponist († 1878)
- 24. Juli: Charles W. Cathcart, US-amerikanischer Politiker († 1888)
- 25. Juli: Ferdinand Redtenbacher, Pionier des wissenschaftlichen Maschinenbaus († 1863)
- 27. Juli: Gottfried Pulian, deutscher Landschafts- und Architekturmaler († 1875)
- 29. Juli: Étienne Vacherot, französischer Gelehrter und Philosoph († 1897)
- 30. Juli: Charles Chiniquy, kanadischer Priester († 1899)
- 06. August: Alfred Tennyson, britischer Dichter († 1892)
- 10. August: Christian Friedrich Lessing, deutscher Arzt und Botaniker († 1862)
- 12. August: William Huntington Russell, Mitbegründer der Yale-Geheimgesellschaft Skull and Bones († 1885)
- 13. August: Julius Rupp, Theologe mit freikirchlicher Orientierung, Politiker des Vormärz († 1884)
- 19. August: Heinrich Abeken, deutscher Theologe und preußischer Beamter († 1872)
- 19. August: Ludvig Kristensen Daa, norwegischer Politiker und Publizist († 1877)
- 19. August: Karl Gottfried Nadler, Jurist und Pfälzer Mundartdichter († 1849)
- 26. August: Constantin von Alvensleben, preußischer General der Infanterie († 1892)
- 26. August: Napoleon Nolsøe, färöischer Arzt († 1877)
- 27. August: Hannibal Hamlin, US-amerikanischer Politiker († 1891)
- 28. August: Wilhelm Hiller von Gärtringen, preußischer Generalleutnant († 1866)
- 29. August: Oliver Wendell Holmes, Sr., US-amerikanischer Arzt und Schriftsteller († 1894)
- 30. August: Adolf Friedrich Hesse, deutscher Organist und Komponist († 1863)
- 31. August: Oswald Heer, Schweizer Paläontologe, Botaniker und Entomologe († 1883)

### September/Oktober
- 01. September: Pierre-Théodule Fracheboud, Schweizer Jurist und Politiker († 1879)
- 04. September: Manuel Montt, Staatspräsident von Chile († 1880)
- 04. September: Juliusz Słowacki, polnischer Dichter († 1849)
- 05. September: Wilhelm von Breithaupt, deutscher Offizier († 1889)
- 05. September: Minna Wagner, deutsche Schauspielerin und erste Ehefrau Richard Wagners († 1866)
- 06. September: Bruno Bauer, deutscher Philosoph, Bibelkritiker und Schriftsteller († 1882)
- 09. September: Jakob Fürchtegott Dielmann, Maler († 1885)
- 09. September: Johann Daniel Eschenburg, Senator der Freien und Hansestadt Lübeck († 1884)
- 12. September: Julius von Bose, preußischer General der Infanterie († 1894)
- 15. September: James Y. Smith, US-amerikanischer Politiker († 1876)
- 20. September: Sterling Price, US-amerikanischer Politiker († 1867)
- 20. September: Albert Zimmermann, deutscher Maler († 1888)
- 22. September: Friedrich Stehfen, Wohltäter († 1879)
- 26. September: Philipp von Jolly, deutscher Physiker und Mathematiker († 1884)
- 28. September: Elisabeth Concordia Crola, deutsche Malerin († 1878)
- 04. Oktober: Albrecht von Preußen, preußischer Prinz und General († 1872)
- 07. Oktober: Johann Heinrich Blasius, deutscher Zoologe († 1870)
- 09. Oktober: Adolphe Franck, französischer Jurist und Philosoph, († 1893)
- 12. Oktober: Johann Leonhard Appold, deutscher Kupfer- und Stahlstecher († 1858)
- 12. Oktober: Friedrich Ferdinand Löwe, deutscher Schriftsteller, Bibliothekar und Übersetzer († 1889)
- 16. Oktober: Hermann Henrich Meier, deutscher Geschäftsmann und Politiker († 1898)
- 17. Oktober: Hermann Hendrichs, deutscher Schauspieler († 1871)
- 20. Oktober: Eduard Degener, deutsch-US-amerikanischer Politiker († 1890)
- 23. Oktober: August Howaldt, deutscher Ingenieur, Konstrukteur, Erfinder und Unternehmer († 1883)
- 24. Oktober: Daniel Clark, US-amerikanischer Politiker († 1891)
- 25. Oktober: Emil Herzog, deutscher Mediziner und Chronist († 1883)
- 26. Oktober: Franz Wilhelm Junghuhn, deutscher Naturforscher († 1864)
- 31. Oktober: John Stenhouse, schottischer Chemiker († 1880)

### November/Dezember
- 02. November: Georg Beseler, deutscher Jurist und Politiker († 1888)
- 03. November: James Richardson, englischer Afrikaforscher († 1851)
- 06. November: Christoph Friedrich Ammermüller, württembergischer Mediziner, Lehrer, Unternehmer, Publizist und Politiker († 1898)
- 08. November: Richard Hartmann, deutscher Maschinenfabrikant († 1878)
- 10. November: Moriz Adolph Briegleb, deutscher Politiker († 1872)
- 10. November: David Einhorn, Rabbiner († 1879)
- 11. November: Francesco Anzani, italienischer Offizier und Freiheitskämpfer († 1848)
- 13. November: Archibald Hunter Arrington, US-amerikanischer Politiker († 1872)
- 13. November: John Adolphus Bernard Dahlgren, US-amerikanischer Admiral († 1870)
- 17. November: Nicolai-Peter Ahlmann, deutscher Politiker († 1890)
- 20. November: Gustav Körner, deutschamerikanischer Jurist und Staatsmann († 1896)
- 22. November: Bénédict Augustin Morel, französischer Psychiater († 1873)
- 25. November: Adolph E. Borie, US-amerikanischer Politiker († 1880)
- 26. November: Wilhelm Ferdinand Erichson, deutscher Entomologe († 1848)
- 29. November: Gabriel Ferry, französischer Schriftsteller († 1852)
- 01. Dezember: Joseph Gungl, ungarischer Komponist († 1889)
- 03. Dezember: Samuel Adler, Rabbiner († 1891)
- 05. Dezember: Edmond Lebœuf, französischer General und Marschall von Frankreich († 1888)
- 08. Dezember: Jules Ozenne, französischer Politiker († 1889)
- 09. Dezember: Bertha Arndts, deutsche Schriftstellerin († 1859)
- 09. Dezember: Kolmar von Debschitz, preußischer Generalleutnant († 1878)
- 09. Dezember: Hermann Sauppe, deutscher Altphilologe und Epigraphiker († 1893)
- 10. Dezember: George Goldthwaite, US-amerikanischer Politiker († 1879)
- 11. Dezember: Clemens de Lassaulx, deutscher Forstmann, „Vater des Eifelwaldes“ († 1906)
- 16. Dezember: Carl Baunscheidt, deutscher Gewerbelehrer, Stellmacher, Mechaniker und Erfinder († 1873)
- 24. Dezember: Kit Carson, US-amerikanischer Pionier († 1868)

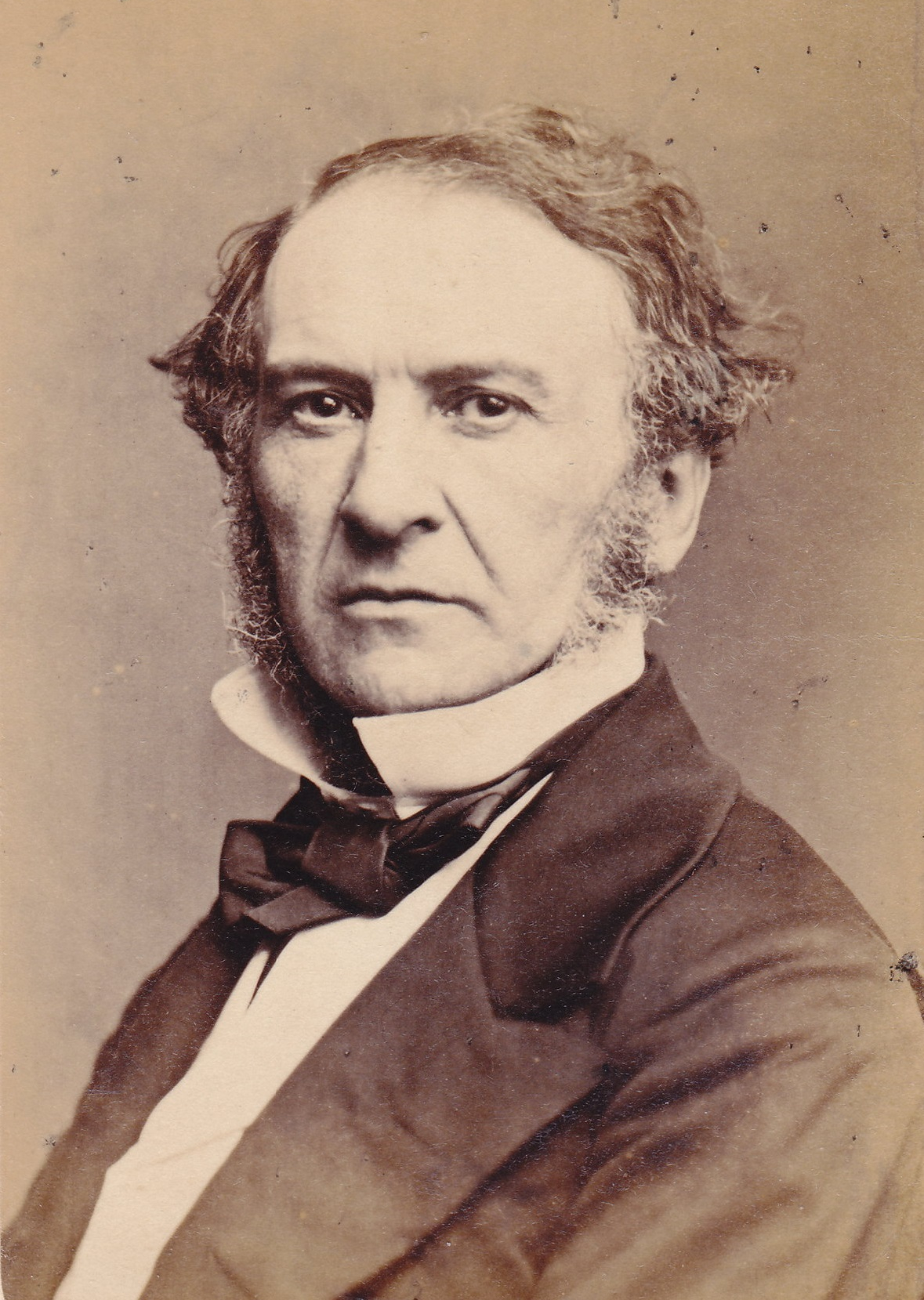
William Ewart Gladstone, 1861

- 29. Dezember: William Ewart Gladstone, britischer Politiker († 1898)
- 29. Dezember: Albert Pike, US-amerikanischer Rechtsanwalt, General, Autor und Freimaurer († 1891)

### Genaues Geburtsdatum unbekannt
- Chatschatur Abowjan, armenischer Schriftsteller († 1848)
- Samuel Ajayi Crowther, nigerianischer anglikanischer Missionar, Bibelübersetzer und Bischof († 1891)
- Anne Childes Seguin, US-amerikanische Opernsängerin († 1888)
- George F. Fort, US-amerikanischer Politiker († 1872)

## Gestorben

### Erstes Halbjahr
- 03. Januar: Henri-Pierre Danloux, französischer Maler (* 1753)
- 07. Januar: Johann Peter Wagner, deutscher Bildhauer (* 1730)
- 13. Januar: Johanna Sebus, deutsche Lebensretterin (* 1791)
- 16. Januar: John Moore, britischer General während der Napoleonischen Kriege (* 1761)
- 06. Februar: Honorius Grieninger, deutscher Benediktiner und letzter Abt des Klosters Irsee (* 1741)
- 06. Februar: Antoine Joseph Santerre, französischer Nationalgardist (* 1752)
- 08. Februar: Anton Oehmbs, deutscher katholischer Theologe und Hochschullehrer (* 1735)
- 13. Februar: Thomas Osbert Mordaunt, britischer Soldat und Poet (* 1730)
- 14. Februar: Heinrich Franz, Graf von Rothenhaus (* 1738)
- 22. Februar: Johann Ludwig von Cobenzl, österreichischer Staatsmann (* 1753)
- 23. Februar: Dirk van der Aa, niederländischer Maler (* 1731)
- 25. Februar: John Murray, 4. Earl of Dunmore, britischer Gouverneur der Provinz New York und der Kolonie Virginia (* 1730)
- 27. Februar: Ernst Friedrich Hector Falcke, Bürgermeister von Hannover (* 1751)
- 27. Februar: French Laurence, englischer Richter und Politiker (* 1757)
- 06. März: Thomas Heyward junior, Unterzeichner der Unabhängigkeitserklärung der USA (* 1746)
- 07. März: Johann Georg Albrechtsberger, österreichischer Musiktheoretiker und Komponist (* 1736)
- 07. März: Jean-Pierre Blanchard, französischer Ballonfahrer (* 1753)
- 13. März: Ernst Wilhelm Cuhn, deutscher Bibliothekar und Historiker (* 1756)
- 18. März: Karoline Kaulla, deutsche Hoffaktorin und eine der reichsten Frauen Deutschlands (* 1739)
- 21. März: Giuseppe Aglio, italienischer Kunsthistoriker (* 1717)
- 23. März: Thomas Holcroft, englischer Schriftsteller und Übersetzer (* 1745)
- 27. März: Joseph-Marie Vien, französischer Maler (* 1716)
- 31. März: Thomas Smith, US-amerikanischer Jurist und Politiker (* 1745)
- 01. April: John Haring, Delegierter des Staates New York im Kontinentalkongress (* 1739)
- 05. April: Johann Elias Haid, deutscher Kupferstecher, Porträtmaler, Schabkünstler und Verleger (* 1739)
- 16. April: Wassili Tschitschagow, russischer Admiral und Polarforscher (* 1726)
- 17. April: Johann Christian Kittel, deutscher Organist und Komponist (* 1732)
- 19. April: Ignaz Bärenkopf, ungarischer katholischer Hochschullehrer, Titularbischof und Autor (* 1741)
- 23. April: Theodor von Reding, Schweizer General in spanischen Diensten (* 1755)
- 26. April: Bernhard Schott, deutscher Musiker und Musikverleger (* 1748)
- 27. April: Darius Sessions, Vizegouverneur der Colony of Rhode Island and Providence Plantations (* 1717)
- 01. Mai: François d’Arlandes, französischer Luftfahrtpionier (* 1742)
- 01. Mai: Gottlieb Konrad Pfeffel, deutscher Schriftsteller und Pädagoge (* 1736)
- 05. Mai: Berek Joselewicz, jüdischer Oberst der polnischen Armee (* um 1764)
- 06. Mai: Leo von Seckendorff, deutscher Dichter (* 1775)
- 08. Mai: Augustin Pajou, französischer Bildhauer (* 1730)
- 17. Mai: Friedrich Hensel, österreichischer Offizier (* 1781)
- 18. Mai: Johann Hermann von Hermannsdorf, österreichischer Offizier (* 1781)
- 18. Mai: Leopold von Auenbrugger, österreichischer Mediziner und Librettist (* 1722)
- 29. Mai: Johannes von Müller, Schweizer Historiker (* 1752)

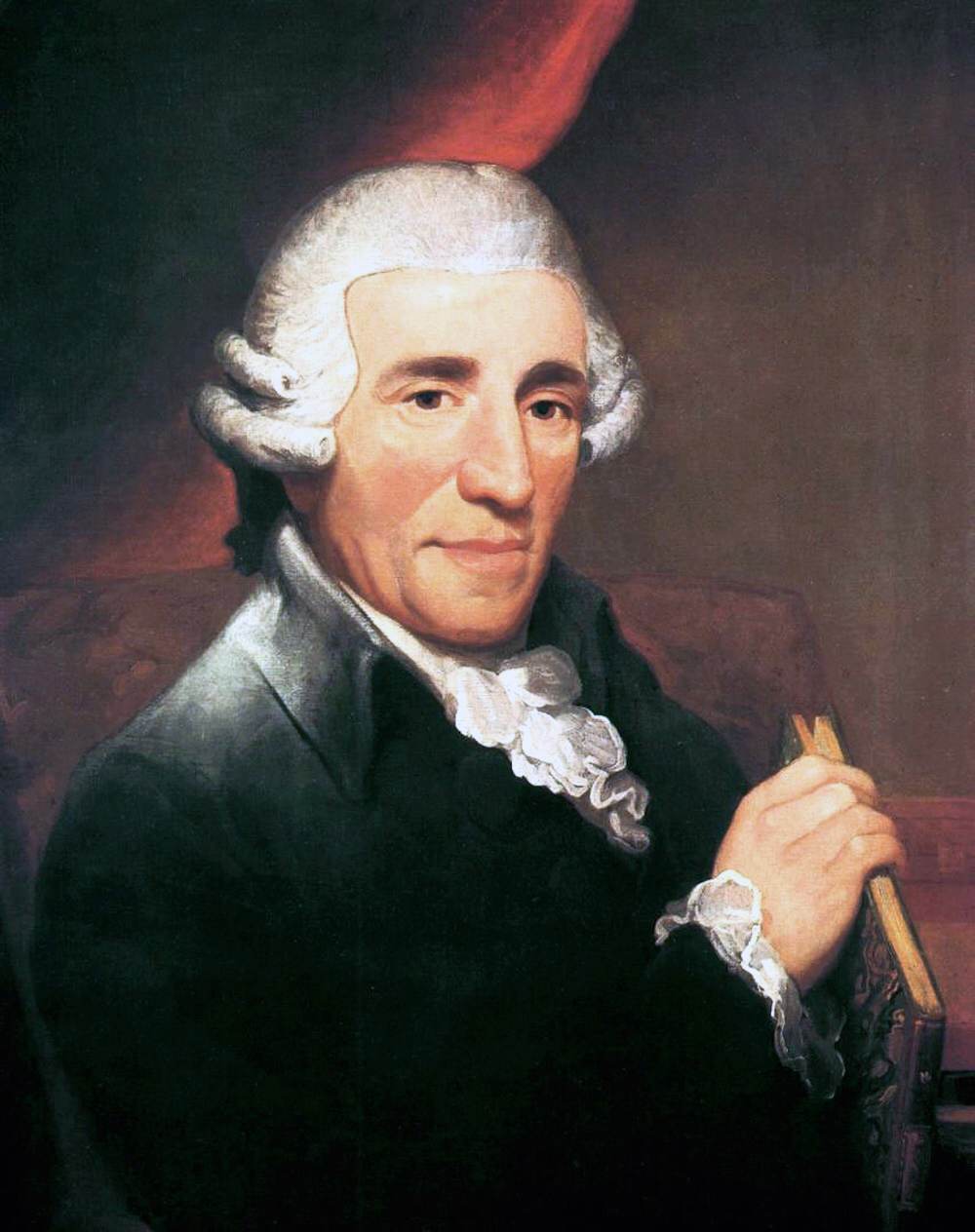
Joseph Haydn

- 31. Mai: Joseph Haydn, österreichischer Komponist der klassischen Periode (* 1732)
- 31. Mai: Jean Lannes, französischer General, Marschall von Frankreich (* 1769)
- 31. Mai: Ferdinand von Schill, preußischer Offizier (* 1776)
- 03. Juni: Johann Anton von Freund, preußischer Generalmajor (* 1734)
- 04. Juni: Nicolai Abildgaard, dänischer Maler, Bildhauer und Architekt der Neoklassik (* 1743)
- 04. Juni: Francis Malbone, US-amerikanischer Politiker (* 1759)
- 08. Juni: Thomas Paine, britisch-US-amerikanischer Schriftsteller und Erfinder (* 1737)
- 09. Juni: Hans Moritz von Brühl, deutscher Diplomat, Wissenschaftler und Schachspieler (* 1736)

### Zweites Halbjahr
- 03. Juli: Joseph Quesnel, kanadischer Komponist, Schriftsteller und Schauspieler (* 1746)
- 06. Juli: Jean Étienne Benoît Duprat, französischer General und Revolutionär (* 1752)
- 06. Juli: Benjamin Ogle, US-amerikanischer Politiker (* 1749)
- 07. Juli: Konstantin Ghilian Karl Freiherr d’Aspre von Hoobreuck, österreichischer Feldmarschallleutnant und Theresienritter (* 1767)
- 23. Juli: Justin Bonaventure Morard de Galles, französischer Vizeadmiral und Politiker (* 1741)
- 07. August: Jonathan Trumbull Jr., US-amerikanischer Politiker (* 1740)
- 08. August: Ueda Akinari, japanischer Schriftsteller (* 1734)
- 11. August: Hans Joachim Bernet, Schweizer Bürgermeister (* 1725)
- 13. August: Marc-Antoine Berdolet, französischer katholischer Bischof von Aachen (* 1740)
- 18. August: Matthew Boulton, englischer Ingenieur und Unternehmer (* 1728)
- 24. August: Michail Kamenski, russischer Feldmarschall (* 1738)
- 30. August: Ignacy Potocki, polnischer Staatsmann und Schriftsteller (* 1750)
- 04. September: Jacob Haafner, deutsch-niederländischer Reiseschriftsteller (* 1754)
- 07. September: Rama I., König von Siam (* 1737)
- 07. September: Caroline Schelling, deutsche „femme de lettres“ (* 1763)
- 14. September: Johannes Karasek, Anführer einer Räuberbande (* 1764)
- 18. September: Gottfried Christoph Beireis, deutscher Arzt und Chemiker (* 1730)
- 18. September: Johann Nepomuk Holzhey, deutscher Orgelbauer (* 1741)
- 20. September: Simon Kramer, Kärntner Räuber; gilt als „Robin Hood von Kärnten“ (* 1785)
- 21. September: Alexander Reinagle, US-amerikanischer Komponist (getauft 1756)
- 24. September: Johann Sebastian von Clais, deutsch-schweizerischer Uhrmacher, Erfinder und Unternehmer (* 1742)
- 24. September: August Ludwig Hülsen, deutscher Philosoph der Frühromantik (* 1765)
- 29. September: Claude-François Achard, französischer Romanist und Provenzalist (* 1751)
- 29. September: Alexander Wilhelm von Arnim, preußischer Generalleutnant (* 1738)
- 11. Oktober: Meriwether Lewis, US-amerikanischer Soldat und Entdecker (* 1774)
- 16. Oktober: Friedrich Stapß, deutscher Attentäter (* 1792)
- 19. Oktober: Johann Kasimir von Auer, preußischer Generalmajor (* 1736)
- 25. Oktober: Friedrich Ludwig Sigismund Balckow, preußischer Kriegs- und Domänenrat (* 1770)
- 30. Oktober: William Henry Cavendish-Bentinck, britischer Politiker und Premierminister (* 1738)
- 04. November: Samuel White, US-amerikanischer Politiker (* 1770)
- 19. November: Andreas Bacsinsky, griechisch-katholischer Bischof (* 1729)
- 25. November: Johann George von Schütz, preußischer Beamter (* 1733)
- 26. November: Nicolas Dalayrac, französischer Komponist (* 1753)
- 02. Dezember: John Walker, US-amerikanischer Politiker (* 1744)
- 08. Dezember: Franz Moritz Bachmann, deutscher Jurist und Rektor der alten Universität Erfurt (* 1748)
- 31. Dezember: Franz Ignaz Beck, deutscher Komponist (* 1734)

### Genaues Todesdatum unbekannt
- Dugazon (Jean-Henry Gourgaud), französischer Schauspieler (* 1743)